# みなぎ得一作品の登場人物
みなぎ得一作品の登場人物（みなぎとくいちさくひんのとうじょうじんぶつ）では漫画家・みなぎ得一の作品『いろは双紙』『大復活祭』『足洗邸の住人たち。』及び、それらとクロスオーバーするその他の作品に登場する人物について記述する。項目は『足洗邸の住人たち。』における所属等を基準にしている。

## 主人公
仙・義虎（せん・よしとら）
『いろは草紙』『ひふみ草紙』の主人公。
人間態は、額に金冠をつけ、虎皮の服をまとった黒髪の少女。
性別不明。別名に、力鵺・黒靁（りきぬえ・くずち）、仙冠者、『黒雲入道雷鳴遊覧・悪鬼妖魔神喰《こくうんにゅうどうらいめいゆうらん・あっきようまじんく》』。
かつて義鷹と争い都を騒がせていたが、天津神の仲裁を受け、以降宇受賣命を後見人につけられる。島原・天草一揆の際に何らかの理由で死亡している。彼女の存在は義鷹にも強い影響を与えた様子。
五大欲求に非常に忠実。特に食欲は群を抜き、幼少時代にペットとして与えられたすねこすりを全て食べてしまっている。
愛用の武器は如意機「天罰覿面・妖神棒（てんばつてきめん・ようじんぼう）」。
田村・福太郎（タムラ・フクタロウ）
『足洗邸の住人たち。』の主人公。辟邪の獏（莫奇）とのダブルマン・タンデム（神歩）。
髪は黒。眼も黒。服装は主に黒と迷彩ズボン。絵を描くときは、黒縁の眼鏡をかける場合がある。身長は義鷹より少し高い。
人間男性。第8巻の時点で28歳。「足洗邸」八号室住人。画家。描くのは主に風景画。社会保障ナンバーは「手持ち」。万魔殿学園教師（担当は人間の芸術）。
7歳の時に「大召喚」で家族を失った災害孤児。大召喚の惨劇を忘れることを願ったため、右肩に召喚された辟邪の獏によって家族の死を忘れた。以降も、獏の影響で度々記憶を失うことがあったようである。17歳の時、眠りから目覚めた獏に記憶を戻され、以来「親しい人の死」を避けるために、一所に定住することを避け、全て有名な不良物件ばかり9回の引っ越しをしており、6回の自殺未遂を起こしている。その末に足洗邸に引っ越してきた。メフィストの誘いで万魔殿学園教師となる。
人当たりのいい性格をしているが、他人との関わりを避け、自身の深いところを晒すことを嫌う。知りたがり屋であることが高じ、戦闘などにおいて各々の得手不得手を踏まえた作戦を立てることができる。意思疎通できる相手なら、妖怪だろうが普通に接する。長期間、足洗邸に住んでいたためか、義鷹の正体を目にしても平気。情緒不安定な面があり、自己中心的かつ嘘をつくのが下手。1番キライなモノは「アスファルトで頭ケズられた黄色の首なしキン消し」。愛煙家であり、JOKERを吸っている。水木・茂や伊藤・潤二などの作品を好むオカルト好きでもある。
特殊な能力はないが、他人を動かすのが上手い。大太テロ事件以降、佐用都比賣命に一時期憑依された影響で、ネガティブな思考のままだと死に至る呪いを受けているが、怪異・人外含め、多くの者と関わり幾分前向きになっていく。アイム編では手に入れた如意機「夢想実現・マン念筆（むそうじつげん・まんねんひつ。「マン」は亻に萬）」を手に入れ、白澤図の挿絵描きを依頼される。
『足洗邸』の3年前に当たる、『√3＝（ひとなみにおごれやおなご）』にも登場。7話「エスケープ・トゥ・デス」で、犬啼き寺の首吊りの樹で首をつろうとしているところを、光前寺・保由に見つかり助けられる。この頃の福太郎は3年後とは全く違う、なんにでも噛みつき悪態をつく性格で、助けてくれた保由と弁拳にも悪態をついて立ち去る。後に13話「不等価交換→」で再登場。画材屋で荷物を取り違え、赤マントにとりつかれるハメになる。
辟邪の獏（莫奇）
福太郎の右肩に開いた門から召喚された異界「夢の世界」の住人。
人の夢を食らって生きる生物であり、人が夢を見なくなった現在においては食いっぱぐれており、「絵を描きたい」という夢を持つ福太郎と半ば強制的に命を共有する。
召喚時に、福太郎の辛い記憶（家族の死など）を吸い取り、以来眠り続けている（眠っている間も記憶を吸収していた様子）。大太編において、福太郎に憑依した登美能那賀須泥毘古命に従い、仙の記憶を喰らった。また佐用都比賣命が福太郎を乗っ取れなかった原因でもあり、「願いが叶っていた」証拠でもあるらしい。
アイム編にて福太郎の身体に召喚されたサタナキアから食いすぎた魔力で暴走仕掛けるが、義鷹の生玉に全体の8割ほど吸収されて如意機・マン念筆（「マン」は亻に萬）の意思となった。
見かけは年老いた雰囲気の小象に似ているが、一人称が「あたし」など、少々オカマっぽい口調で喋る。
その正体は「獏王・白澤」。
須美津・義鷹（スミツ・ヨシタカ）
『大復活祭』の主人公。
髪は白、眼は琥珀色の青年。服装は主に白。身長170cm前後。
性別不明。別名に、速鵼・白光（はやぬえ・しかり）、須美津冠者、『罪禍乱闘災難遊覧・世転退生尊互喰飢《ざいからんとうさいなんゆうらん・せいてんたいせいそんごくう》』。
「足洗邸」五号室住人。探偵。市民登録はしていない。人妖種：鵼・鬼の二番として怪異認定されているが賞金額は「0円」となっている。
かつて義虎と共に都を騒がせた鵺の片割れ。猿田彦を後見人として義虎と戦うも、破れている。この当時は女性に近い姿をとっていた。大召喚以前まで玉兎・狐次郎・熊五郎・十三太保らと行動を共にし、秀真を妖怪の國にしようとしていたが、何らかの理由で眠りについていた。大召喚直後に玉兎らと共に目覚めるが、大太・鼻の鬼と交戦の末、玉兎と撤退。足洗邸の結界に当てられて不時着したことで、邸の住人となった。大太のテロ事件においては、諸国民の都にて大太・骨の鬼となった十三太保と交戦、勝利する。
プライドが高く好戦的な性格。笑い方は「ヒャハハ」。戦闘中に近づくと、無意識の攻撃が飛んでくるので非常に危険。「人間の方が妖怪より優れている」に類することを言うとキレる。それでいて、人間を学ぼうとしているらしい。喫煙者だが、銘柄は「EE」である。
姿が鏡や写真に映りにくく、映ったとしても歪んでしまうため、自分の人間体の姿を見たことがあまりない。そのため、自分の姿が描かれた絵には強い執着を持つ。
武器は如意機「問答無用・風靁棒（もんどうむよう・ふうらいぼう）」。他の生物を捕食することで、自分の身体に融合することができる。
すべての作品に登場しており、また雑誌の企画でレリーフのモチーフにもなった、みなぎ作品の象徴的キャラクター。
二ツ岩・魔魅（フタツイワ・マミ）
『√3＝（ひとなみにおごれやおなご）』の主人公。
悪魔を思わせる、二つのトンガリがついた帽子（日除けには口があしらってある）を被っている。この帽子の形状が化光の興味を誘ったらしく、彼女の手でトンガリ部分がミサイルのように発射されるギミックが追加された。
化け狸の少女。夢見長屋西側住人。万魔殿学園生徒。団三郎と寒戸の一人娘。「〜れす」というやや舌っ足らずな口調をしている。
悪戯好きで、不思議町の住人を驚かすのが趣味。驚かした数を「一ビックリ」という単位でまとめてノートに一々記している。他人に対しては名前ではなく、「〜の人」と呼ぶ（例：福太郎→田村の人）。唯一、逆に驚かされた義鷹だけは恐れている。
久木・初音（ヒサギ・ハツネ）
『√3＝（ひとなみにおごれやおなご）』の主人公。
金髪をツインテールにしている。眉は若干太め。私服は忍び装束など。
化け狐の少女。夢見長屋住人。万魔殿学園生徒。孫三郎と於夏の一人娘。
性格はツンデレのように見せかけて、実際は表情も言動も衝動に忠実。
忍者オタクで、撒き菱や隠れるための布などを持ち歩いているが、腕はそれほどでもなく、親譲りの狐火の方が得意。義鷹が好きで、玉兎をライバル視しているが、いつも良いようにあしらわれている。魔魅とコンビで活動することが多い。
光前寺・保由（コウゼンジ・ホユ）
『√3＝（ひとなみにおごれやおなご）』の主人公。
腰まで届く白髪をみつあみにしているが、前〜サイドは短めの髪型。メガネ着用。眉は短め。ギザ歯。
化け狗の少女。北区の阿僧祇（あそうぎ）町、犬啼寺在住。万魔殿学園生徒。中等部女子の制服はセーラー服だが、スカートだけ制服で、ブラウスにネクタイ・ベストを着ている。ある事件がきっかけで、魔魅・初音のコンビと関わるようになった。
哲学的な言葉（ツルゲーネフの人生とは何か？に対する問い）、取り付いた霊の簡単な除霊方法を知っているなど、3人の主人公の中ではもっとも博識。
他人に対し冷たいような印象を受けるが、意外と乗せられやすい性格。しかし乗せられていても冷静さは保っている。
『√3＝（ひとなみにおごれやおなご）』は『足洗邸の住人たち。』開始時より3年前の話だが、『足洗邸〜』本編には未登場。『足洗邸〜』最終13巻の初回限定版及び完全版11巻に収録された短編「デス・エスケープ←」に登場し、田村・福太郎と再会している。
吾田・鹿葦津（アタ・カシツ）
『サクラコード』の主人公の一人。木花佐久夜比賣（コノハナサクヤヒメ）とも。現在の名は鎮伏屋登録の際に改名したもので元の名は「栄華（エイカ）」。
H.N.「桜の園（チェーホフ）」。
桜色の髪を無造作に遊ばせている。後頭部とアホ毛の先に桜の花びらのようになっている箇所があるが、自毛なのかアクセサリーなのかは不明。大胆なカットジーンズに桜色の革ジャン、桜色のブラ。瞳の形も桜の花びら。
輸送鎮伏屋（ロードハンター）姉妹、「フラワーシスターズ」の妹。番付は姉と折半であるにもかかわらず、三年間十五位〜二十五位をキープしている。
作中で、木花之佐久夜比賣と合一したダブルマンであり、魂まで混合した「神人（ミキサー）」。輸送鎮伏屋の間では、「血ノ華咲カス姫」とも呼ばれる。姫と呼ばれるのは皮肉である
オフェンス担当。宝銃「開敷華王（カイフケオウ）」での狙撃を得意とする。
性格は天真爛漫。通常は丁寧な標準語で喋るが、姉と話すときなどに時折九州弁が交じる。一日の半分を寝てすごさなければならないため、移動中はほとんど寝ている。
スポンサーである金屋子神社からの以来の最中、コンテナに紛れ込んでいた田村・福太郎と同行することになる。
吾田・石長（アタ・イワナガ）
『サクラコード』の主人公の一人。木花知流比賣（コノハナチルヒメ）とも。現在の名は鎮伏屋登録の際に改名したもので元の名は「永久（トワ）」。
H.N.「秘密の花園（バーネット）」。
メタル色の仮面にヘルメット。全身メタル色のサイバネ義体に見えるが、第二華でのシャワーシーンでは、ヘルメットの下に髪の毛があることと下半身に妹と同様の桜の紋様が確認できる。通常は石の色のブラに、革ジャンやオーバーオールを無造作に引っ掛けている。目で感情を表現するシーンが多いのであまり描写されないが、瞳も妹同様桜の形。
輸送鎮伏屋（ロードハンター）姉妹、「フラワーシスターズ」の姉。番付は妹と折半であるにもかかわらず、三年間十五位〜二十五位をキープしている。
作中で、石長比賣と合一したダブルマンであり、魂まで混合した「神人（ミキサー）」。それによって石長比売に起こった「呪い」も発症している。福太郎の如意機に触れられないなど別國津神である大太と同じ反応をしている。輸送鎮伏屋の間では、「死ノ華散ラス姫」とも呼ばれる。姫と呼ばれるのは皮肉であるとのこと。
ディフェンス担当。宝鎧「無量寿王（ムリョウジュオウ）」や「宝憧王（ホウトウオウ）」を纏い、マグネ流磁極拳を用いた肉弾戦を得意とする。これらの鎧は金屋子やサイバネ企業・アンタレスギヤとアスクレペイオンの協力で開発された「ギブス」でもある。
性格はやや攻撃的。通常は標準語で喋るが、妹と話すときなどに時折九州弁が交じる。妹が一日の半分を寝ているため、運転は彼女の担当。
スポンサーである金屋子神社からの以来の最中、コンテナに紛れ込んでいた田村・福太郎と同行することになる。
バロネス・オルツィ / クリストファー・マーロウ / アブラアム・トゥルビヨン
『妖精学者の夏時間』の主人公。
H.N.「大イナル眠リ（チャンドラー）」。番付第3位。F.N.「時間の精霊使い（タイム・ショッカー）」。
のちにH.N.「消サレタ時間（デリンジャー）」。番付順位19位。
人間の男性。髪は黒だが後に白。右眼が青で左眼が紫。
元は大学の民俗学教授。口癖は「ヤベー」。考えるときや返事には「んー？」をよく使う。チンピラのような話し方をする。「大召喚」の日、左目に十支王のクロノス=クロノスが召喚され、霊感を得た。大召喚以来、研究を重ねて召喚能力を手に入れ、ハンターとして力を磨いている。その目的は「大召喚」の元凶とされているガール・マスターの打倒である。そのため「中央」上層部からは「力を伴う思想」「力を持ちすぎた人間」として「要注意人物（デンジャラス・キャラクター）」に指定されている。義鷹に負け、「足洗邸」の庭の井戸に生きたまま落とされた。それから6ヶ月後、「右足ノ鬼」の解放を巡る戦闘の最中に井戸から出てくる。髪が精神的ショックで白くなった他は、（失った右腕を再生した際の副作用?）肉体が若返り、エアリエルを封じた酸素マスク無しでも平気になった他、以前の殺伐さが消えるなど良い変化の方が多い。
妖精種との交流対策として頻繁に改名しており、バロネス・オルツィも本名ではない。本名を知らない妖精たちからは「時の召喚師」「時計屋」などと呼ばれている。義鷹との戦いで社会保障ナンバーを登録した右腕が失われたため、クリストファー・マーロウとして再登録した。「中央」にはバレバレらしいが、再登録によって借金などはチャラになった。
この世で人間こそが最も優秀な種であるという考えを持つ。それは他の種を侮るというわけではなく、他種の価値を認めつつ、その上で人間の価値を上位としている。エアリアルやシルキー・フラウなどの精霊からは信頼されている一方、人間とは余り良い交友関係を結べていない様子。
世界を絶対的に支配する「時間」をモチーフにした召喚魔術を行使する。25種もの妖精・魔物と契約している。
クローセル / 黒瀬・誄歌（クロセ・ルイカ）
読切『黒龍水使』の主人公。
H.N.「黒キ流レ（ワトスン）」。
毛先がことごとく渦をまいた白髪を伸ばした、金色の瞳の小柄な女性。周囲には大小多数の水の塊が浮いている。
悪魔。元・中央七支柱第一軍 黒竜水使「浴槽大公」。万魔殿学園教師、担当は数学とオカルト。オカルト研究会顧問。
400年前の『いろは双紙』ではベルゼブルの部下として活動。ヴェパールを追って人間界に行くも、方向音痴だったため難破して砂浜に打ち上げられていた。大召喚後は軍を離れ、万魔殿学園の教職に就く。
明るく饒舌だが、その場のノリで会話をぶつ切りにすることも多々ある。未発見の水脈を探し当てるように、人の隠された才能を見つけ、教えることが好き。同じく水系の悪魔であるヴェパールとは、軍を離れた今も交流がある。
水を扱う魔法に長け、水を介した瞬間移動などもできる。〈軛〉なしでは、魔獣の召喚が可能となる。
以前、とある召喚術士と契約していた時期には「チタニウム」という「名」を与えられていた。
大物忌神 / 宇迦之御魂命（オオモノイミガミ / ウカノミタマノミコト）
読切『手長足長』の主人公。
H.N.「夜警（ボナヴェントゥーラ）」。
狐の仮面を被った女性の姿を取る。
天津神の一柱。古くは大太である手長足長を調伏した実力者。大召喚後は、天宇受賣命の下、「中央」で働いている様子。
冷静な物言いが特徴だが、大太戦後に出くわした義鷹を見て「二秒で殺せる」と笑うなど、好戦的な一面もある。また、大太解体魔人となった國津神たちに理解を示す。
十種中最強の攻撃力を誇る如意機「不倶戴天・八握剣」を所有する。
グレモリー
読切『決☆ライダー』の主人公。
H.N.「椿姫（デュマ）」。
瞳にハートマークが浮かんだ女性。ラクダに乗っている悪魔。
中央七支柱第四軍特殊工作兵「愛情公爵」。第四軍の事務方のトップであり、魔武具（アバドン）関連事件の担当者の様子。
愛らしい容姿とは裏腹に、言動は腹黒極まりない。フレルティを始めとした「亡霊騎行」の面々が悩みの種。
アレステア・クロウリィ
読切『ガール・マスター』（雑誌未発表）の主人公。
かつて何よりも「女好き」で知られた魔道士だったが、城の立地条件の関係から（王城のすぐ隣、王城よりデカイ城を建てていた）征伐される。享年74。
非常時を見越して作って置いた「新しい体」に転生したが、その体が育ちきっていない「お子様」だったため、少女ナトルプの父親に拾われ「アイボリー」と名付けられる。
正確には女好きという以上に「男性アレルギー」で男に触れられるとジンマシンが出て魔力が暴走する。
妖精、悪魔、亜人種によって構成される「十二使女」を構成し、トップには四大精霊である「四貴女」とデーモンの「チタニウム（クロウリィ命名）」を持つ。

## 不思議町

### 足洗邸の住人
竜造寺・こま（リュウゾウジ・コマ）
H.N.「猫ノ目（キング）」。
オレンジがかった黄色の髪をおかっぱにした、猫耳と7本の尾を持つ少女。瞳は黄色。
猫又の女性。「足洗邸」管理人。「六十四卦」の一易「水地比（スイチヒ）」。
かつての主の敵を討つため猫又になり、仇を討った現在は天宇受賣命の命により足洗邸を管理している。佐用津比賣との戦いで瀕死の重傷を負うが、義鷹が福太郎に預けていった生玉の力で復活、「スーパーこま」に「神化」し、より人に近い姿を得た（神化後の姿を考えた福太郎の判断で、胸は小さいまま）。猫の手ではなくなったために、料理もできるようになった。ただ唯一、猫としての本能は捨て切れていない。十種の一つである生玉は他の「十種持ち」を引き寄せると言われていたが、オセの変容術で猫に戻った際に分離、生玉自体は紆余曲折を経て福太郎の如意機となり、自身は元の姿に戻った。
住人を愛し、不思議町を愛する良き管理人で、邸のマスコット的な存在。家猫であった名残から、家族の結束に強くこだわっており、特に味野が成仏した時は、周囲を省みず号泣したほど。語尾に「〜ニャ」（神化後は「〜ナ」）が付ける特徴的な喋り方をする。
将棋が強い。自室でたくさんの猫を飼っている。非常に食欲旺盛な猫で、空腹時に近づくと非常に危険。
首につけた「鳴らない鈴」は、味野からもらったもの。本来は味野が子供ができた際に先走って買ってきたものだが、その子供は生まれる前に死んでしまい、それ以来鈴も鳴らなくなった。味野は「猫は姿を見つけ難いから鳴る鈴が必要だが、こまは大きくて目立つから」という理由で与えたが、やがてそれ以上の意味を持つようになる。
出典は『鍋島の化け猫騒動』『佐賀の夜桜』に登場する龍造寺家の忠義の猫「こま」から。
望月・玉兎（モチヅキ・ギョクト）
H.N.「月ノ雫（デ・リント）」。
髪は黄色、一部黒の、眼鏡をかけた女性。瞳は赤。
人兎種の女性。「足洗邸」六号室住人。エロ小説家。ペンネームは「月のうさぎ」。著作に「画家と天井下り」など。10年前、デビューした当時のP・Nは「ラビット・望月」。編集部に勝手につけられたらしく、その名前で呼ばれるとキレる。義鷹の探偵業助手もしている。社会保障ナンバーは「手持ち」。
大召喚以前から義鷹と行動を共にしており（義鷹曰く「非常食」）、過去には「太乙金仙」とも名乗り義鷹の敵討ちだと言って義虎に喧嘩を売ったこともある。大召喚後は市民としての資格を取り、エロ小説家として生計を立てていて、義鷹の住む五号室は書類上玉兎が借主となっている。
足洗邸の住人女性では比較的大人びた、冷静な性格だが、自分勝手でもあり、キレると怖い。特に義鷹には強く依存している。人に煙草を喫われると自分も喫いたくなる。疲れるという理由で戦いを好まない。ストレス発散法はモチつき。
武器はコピー如意機「以心伝心・請仍棒（イシンデンシン・コイニョウボウ）」。料理の腕前は上々だが、これは人間に近づくための努力の一環で、人間の女としての当然のスキルと本人は思っていた。「足洗邸」の「住人たちの弱み大全集」を持っている。
詳細は不明だが、今の身体の3分の2程は義鷹にもらったもの。そのため容姿が似ている。血肉には体力回復と治癒の効力がある。オセによって元のウサギの姿になったときは義鷹に一度食われて再構成されて人型に戻っている。
笠森・仙（カサモリ・セン）
髪は紺色、瞳は赤の和風美少女。髪の長さはロング→ショート→ロング。
人間女性。「足洗邸」七号室住人。享年16（生きていれば、福太郎と同い年）。元・万魔殿学園生徒。
天井から入ってきたストーカーに襲われ、死体を天井に隠されていたため「天井下（テンジョウクダリ）」として妖怪化した。妖怪化して以降は邸から出られなかったが、福太郎の入居後、彼を初めとした住人たちの交流や様々な事件を経て、足洗邸の家神として覚醒、遂には生玉によって邸を己の中に取り込むことで、それまで不可能だった外出を可能にし、万魔殿学園にも復学した。
何があっても前向きな性格。妖怪となって以後、初めて自分のことを気味悪がらずに受け入れていた福太郎に好意を寄せているらしく、時に素っ頓狂な方法で誘惑をする。
料理は猛烈に下手。過去に作った「カレーのようなモノ」は、寝ぼけた玉兎が一口食べた瞬間に昏倒するほど。またゲーマー。
妖怪化してからの本質（本当の姿）は「足洗邸」の「家神（イエガミ）」。「逆柱（サカバシラ）」「影女（カゲオンナ）」「鳴屋（ヤナリ）」などを使役し、住人の安息の「地」、帰る「場所」を侵すモノの撃退を生業とする。モットーは「家内安全」。また、那賀須泥毘古の妖力によって妖化したので、「妖怪」ではなく「怪異」。ただし那賀須泥毘古は「大太に支配されない自由意志」を与えているので、「大太」の「僕使」にはならない。蹴り技が得意。那賀須泥毘古曰く、足癖が悪い。
メフィスト・ヘレス
H.N.「悪ノ華（ボードレール）」。
黒い長髪に黒い瞳の、ちょび髭の長身男性。外出着はスーツにマント、シルクハットを着用。本来の姿は「ピエロの悪霊」といった風体の悪魔。
悪魔。「足洗邸」一号室住人。「中央八卦守・六十四卦」。中央七支柱・第六軍前団長。万魔殿学園教師。担当は英語だが、発音に癖があり生徒にいじめられる。階級は王。
「伴天連卿」の名で、400年前から秀真で暮らしている。天宇受賣命や義鷹らとはその頃の仲。大召喚後は七支柱第六軍団長として市民の制圧に当たっていたが、熊曾川上建命の殺害をきっかけに起こった大暴動の責任を取り、中央から抜けて市民として暮らし始める。足洗邸の最初の住人。
普段は飄々とした怪しいオッサンにしか見えないが、他人や神を容易に信用しない、強かな一面も持っている。趣味は古美術（アヤシイモノ限定）蒐集。集めた古美術を保管している部屋には泥棒対策が施されており一度入ると脱出できないために大掃除の際に見たことのない死体が2〜3体見つかったらしい。アガリアレプトやバアル・ゼブスと親交があるが、中立を自称する。自分の理に適わない行為は絶対にしない。大太のような「進化する神」と戦うために、秀眞に留まっている。普段は一人称「ミー」だが、本性を出すと「俺」になる。
変身・読心を自在に行い、佐用津比賣を一瞬で倒すほどの戦闘力を有する。本来の姿になれば大太を消滅させ得る力を発揮する。普段の姿は、魔力で意識的に構築している仮初のものであるため、精神状態や魔力残量に影響される（本作に登場する、他の悪魔や妖怪変化も同様）。
重度のダメージを受けても、他者の悪意を奪うことで回復できる存在で、零落前の名はゾロアスター教における絶対悪の創造神「アンラ・マンユ」。
味野・娯楽（アジノ・ゴラク）
H.N.「地上ヨリ賭場ニ（チャーチル）」。
髪は白。眼は黒。襤褸切れの着流しをまとった人骨の怪異。
狂骨男性（生前は人間種男性）。「足洗邸」二号室住人。元・暴力団「地獄組」組長。
美奈歩に組を潰され、関西から逃げてきた。3年前、「千束」に踏み潰されて死亡。遺体は義鷹によって井戸に捨てられたが、登美能那賀須泥毘古命の力で怪異として復活。大太戦を経て、未練がなくなったのか、成仏する。遺骨はこまの手によって、再び井戸へと葬られた。
ヤクザゆえに言動は荒っぽいが気は優しい。良い子にはアメちゃんをくれる。子宝に恵まれなかったため、こまを孫のように可愛がっている。
井戸から繋がる地獄の世界で、そちらの世界の食べ物を食べてしまったために、生前の五感が地上では一切感じられない。また、大太の僕使であるため、邸の敷地から外に出ることも不可能。
愛用のエモノは長ドス「片葉ノ葦」（同名の怪談に登場する匕首を打ち直したもの）と拳銃（コルト・ガバメント）。魔法や呪術といった特異能力はないが、ヤクザ時代に培った喧嘩殺法で、怪異とも充分に渡り切る実力者。
白姫が隔世と黄泉を繋いだ際に「黄泉戦」として短時間のみ再登場、お仙の危機を救った。
マサライ
本体は木の盾。人間態は、緑の髪を頭頂部でまとめており、眼は黄色。肌は褐色で、本体と似た紋様の刺青が刻まれている。
精霊。性別不明。市民登録はしていない。
パプアニューギニアで発見された「マサライの神像」から現れた「楯霊（シールド・レイ）」。一人称は「私（コレ）」。メフィストが知り合いの古物商からタダで譲り受けた盾に乗り移っていた。邸で騒ぎを起こし、義鷹に喰われるところだったが、福太郎とこまの口添えで「足洗邸」に留まることになる。現在はトイレの横に掛っており、眠りの中で地霊と対話などしている。
命令に忠実な反面バカ正直な性格。福太郎の頼みで、「足洗邸に生きるモノ」全てを守ると約束したが、義鷹はキライ。
結界能力に長ける他、人間態では義鷹に瞬殺されない程度の格闘能力を有する。自分が信仰されていた土地から離れたために本当の力が発揮できない。

### 夢見長屋の住人
羽生・累（ハニュウ・ルイ）
H.N.「車輪ノ下（ヘルマン）」。
犬耳と角、鳥の翼とコウモリの羽を持つ、ショートヘアの少女。髪はほとんど白に近い紫。瞳は緑。
妖怪の女性。吸血鬼と狼男のハーフと、人鬼と天狗のハーフの間に生まれた混血児。「夢見長屋」大家。「六十四卦」の一易「風火家人」。
様々な種族の特性を重ね持つため、あだ名は「カサネ」。生い立ちは不遇とも言えるが、実に明るく生きている。語尾に「〜のワん」が付く。同じ六十四卦であり、背格好も似ているこまとは、仲の良い友人同士。
大太戦の最中、祖母によって自身の力を完全解放し、少女態から成人女性の姿へと成長する（神化したこま同様、胸は控えめ）。
大大家（ダイオーヤ） / 橋姫（ハシヒメ）
黒髪を結った、巨大な鬼婆。夢見長屋の大大家。
累の祖母（夫は天狗）。夢見長屋の一階に住んでいるが、誰もその姿を見たことはない。大家の役目は累に譲っている。
得物は悪縁切りの鬼剣（見た目は包丁）「其ノ橋、渡ルベカラズ」。
大太戦においてその姿を現し、迦具漏活美長比賣命を一刀両断した。
二ツ岩・団三郎（フタツイワ・ダンザブロウ）
化け狸の男性。夢見長屋西側住人。黒鍬組棟梁。
大召喚後、不思議町の復興に尽力した大工。不思議町を心から愛し、侵すものを許さない、仁義に厚い男。その思いは、義鷹も認めている。
久木夫婦とのコンビネーションで大太を圧倒するなど、戦闘能力も高い。
久木・孫三郎（ヒサギ・マゴサブロウ）
金髪を伸ばした美男。髪をまとめた袋には「つるニハ○○ムし」が描いてある。
化け狐の男性。夢見長屋住人。怪盗。
妻・於夏と共に、大召喚成金を相手に活動する義賊「怪盗乱魔・狐影」。かつては夫婦で美人局などもしていたらしい。
武器は、狐一族の遺骨を数珠状に繋いだ紐（炭塵を撒くパターンもあり）を、於夏の火打石で点火した狐火で敵を攻撃する。及び、如意機「天下御免・鳳捕棒」。
久木・於夏（ヒサギ・オナツ）
金髪を伸ばした、トンデモ・グラマーな美女。髪をまとめた袋には「へのへのもへじ」が描いてある。
化け狐の女性。夢見長屋住人。怪盗。
夫と共に義賊活動を行なっている「怪盗乱魔・闇狐」。大召喚以前は、その美貌で漁師たちを惑わせていたらしい。下着をつけない主義。
武器はカスタネット状の火打石で、孫三郎とのコンビネーションは絶妙。及び、如意機「天下御免・鳳捕棒」。

### 悪夢館の住人
ラウラ・シルヴァー・グロウリー
H.N.「死女ノ恋（ゴーティエ）」。
紫がかった銀髪を縦ロールにした美少女。瞳は赤。普段着は漆黒のゴシックロリータ風のドレス。
生態吸血鬼（ヴァンパイア）の女性。「悪夢館」館主。「六十四卦」の一易「水沢節」。鎮伏業番付・第2位。F.N.「死美人（クラリモンド）」。
非常に大人しい絵に描いたような御嬢様だが、身内や学友には毒舌や鋭い（時に物理的な）ツッコミを入れる。好きな血液型はO型。エロネタは嫌い。近寄るだけで精力吸収（エナジードレイン）してしまう体質のためか、人に触れられることに慣れていない様子。怪異を倒して血まみれになった顔を福太郎に拭いてもらった際には真っ赤になって去って行った。
飢鴉やヘンゼル姉妹など、使用人を兼ねた武器を使っての、残虐かつ豪快な戦闘スタイル。余り強くない相手には、日傘に仕込んだレイピアを使用する。身体の一部を切り離し、更に切り離したそれの存在エネルギーを利用して物体を破壊する自爆めいた能力を持つ。月光を浴びることで回復も可能。
ルチオ・ラヴ・ピーコック
人間の少年。「悪夢館」使用人。
悪夢館に住む唯一の人間。浮浪者であったところをラウラに拾われ、養子縁組した上で、書生として住んでいる。
一見、素朴な美少年だが、ラウラに対して劣情を抱くムッツリスケベの俗物である。毎度、ヘンゼル姉妹にツッコミを入れられたり、ラウラに言葉責めされるなど、館の玩具兼ラウラの非常食に成り下がっている。「○ゲ」を気にしている。
前館主の蔵書からラウラ＝吸血鬼に関する研究を密かに行なうなど、頭脳は明晰。
飢鴉（ウエガラス）
普段は刃をしまった巨大な鎌を、執事服を着たボディに収納している。鎌の回転軸部分に目が一つだけある。
「悪夢館」執事。ラウラに仕える執事で、移動時は馬車の御者を務めるなど、常に彼女に付き従っている。やや自意識過剰なところがある。
生体ではないため、ラウラの精力吸収の影響を受けない（これは、ルチオを除いた他の「悪夢館」住人も同様である）。ラウラの戦闘時は、彼女の足となる他、頭部を独立させて武器化する。ボディは頭部がなくても稼動・会話が可能。
ディジー・ヘンゼル
右側が金、左側が黒い長髪をツインテールにしている、メイド服を着た少女。
ゴーレムの女性。「悪夢館」メイド。
ラウラに仕えるメイドで、彼女の身の回りの世話をしている。ルチオに対しては行動的なツッコミ担当。
太陽石から創られた刃物少女で、右腿に炎の浄化作用を持つ火竜刀を収納している。また双子の姉妹であるヴァイオレットと合体し、巨大な鋏となって自らも攻撃可能。
ヴァイオレット・ヘンゼル
右側が黒、左側が金髪のショートヘアの、メイド服を着た少女。
ゴーレムの女性。「悪夢館」メイド。
ラウラに仕えるメイドで、彼女の身の回りの世話をしている。ルチオに対しては精神的なツッコミ担当。
月陰石から創られた刃物少女で、右腿に氷の封印作用を持つ氷翼刀を収納している。また双子の姉妹であるディジーと合体し、巨大な鋏となって自らも攻撃可能。

### 春雲楼の住人
湯ヶ島・浄蓮（ユガシマ・ジョウレン）
H.N.「黒イ蜘蛛（ゴットヘルフ）」。
髪は薄い砂色。瞳は群青。花魁のような着物をまとった、蠱惑的な女性。
女郎蜘蛛の女性。元「中央・八卦守」。「春雲楼」楼主。「六十四卦」の一易「水風井」。
不思議町五丁目の旅館街を取り仕切る顔役であり、不思議町の六十四卦のリーダー的な存在。同時にあまり外出しないことで有名。
「結界」を張る能力に長ける。だが、その真の能力は、どんな男も従えてしまう魅力かもしれない。
靴（カノクツ）
「春雲楼」車夫。
頭部が巨大な靴になっており、顔は窺えない。
浄蓮の移動手段である人力車を引く役目を担っている。休憩時は煙管をくわえている。お茶を飲んだりするが、その様子は描写されていない。
パヴェナ
羊の角と下半身を持つ、黒髪の少女。私服はチャイナ服。
パックの少女。「春雲楼」住人。万魔殿学園生徒。
ルュストと仲が良い。
中国拳法に傾倒しており、大太が召喚した平家一門の亡霊相手にも渡り合う。しかし戦いの基準は「相手が捕食できるか」否かであり、亡霊相手の戦闘には不満があった。
鰍沢・道灌（カジカザワ・ドウカン）
髷を結い、着物を着た老人。
人間の男性。「春雲楼」隠居。
件（くだん）と融合したダブルマン・タンデムであり、腰から召喚された件が眠り続けているため、春雲楼から外出できない。それゆえに、噺家などを春雲楼に呼びつけて、暇を解消している。

### 兼康医院の住人
兼康・備後（カネヤス・ビンゴ）
H.N.「黒イ大釜（アレグザンダー）」。
無精髭を生やした男性。右手には黒手袋をつけている。
人間男性。推定年齢29-31歳（第8巻時点）。診療所「兼康医院」を開業する医師。
少年時代、父が残した箱「パンドラ・ボックス」を開いたことで、世界にあらゆる悪徳を広めてしまった過去を持つ。また福太郎とは高校時代の先輩後輩の間柄。
人種・種族を問わずに医療活動を行なっている。どんな患者であろうと全力で治療するという姿勢を貫く。女性のタイプは大和撫子で、その正反対であるルュストには自分の看護師として「女らしくおしとやかにかわいく」を徹底させている。
「パンドラ・ボックス」を指輪型の鍵「リング・キー」で解錠することで、箱の中の「希望」と融合し、後考者「エピメテウス」に変身する。相手を倒し開錠することでその本質を暴き、邪悪であるならば「パンドラ・ボックス」へと封印するという変身ヒーロー。必殺技「タイタン・フィート」は「蹴りを放つ」という動作が目に見えた瞬間、既に相手に「蹴り」が入っているという超高速のキック。後考者とは「すべて後から考える愚者」ということではなく、その時その時の一瞬のキラメキに全力を傾けるという意味。
マルキトェ・ルュスト
ゆるく波打つ黒髪を伸ばした、露出の高いナイスバディの少女。
サッキュバス。兼康医院勤務の看護師。万魔殿学園生徒。自称「異常性欲を持つ者」。
かつてパンドラ・ボックスから解放された悪徳の1つ「快楽（ルュスト）」。備後に再封印されて以来、彼の助手として働いている。
露出の高い服装を好み、蓮っ葉な口調で喋るが、主であり上司である備後の前では大人しくしている（が、すぐに本性が出る）。福太郎に幾度となくセクハラを行うも、毎回ラウラによって阻止されている。
低級ではあるが悪魔のため、戦闘能力は高い。戦闘時はハイテンションになってしまう。

### 大菱屋の住人
藤枝・教行（フジエダ・ノリユキ）
H.N.「狭キ門（ジッド）」。
金属製の仮面で顔を隠した、白い外套の成年男性。復活後は、その精悍な素顔を晒している。
人間男性。大菱屋主人。番付・第4位。中央・八卦守・六十四卦の一人。
大召喚で顔を失った男。剣術ではラウラも勝ったことがないほどの実力者だったが、ダイダラ・血の鬼によって惨殺されてしまう。その後、血の鬼の力で復活。失った顔を得たばかりか、味野の言で「本当の名」を思い出した。ダイダラの思想に心酔し、同じ六十四卦のこまの説得を袖にし、味野と勝負をする。常に優勢を保っていたが、技に過信しすぎたが故に不意を突かれて殺される。
逸刀・綾衣（あやぎぬ）を用いる凄腕の刀使いで、通常の半分の薄さに鍛えられた綾衣による変幻自在の太刀筋が持ち味。必殺技は「四千斬獄」（ファイナル・アタック）。
白姫が隔世と黄泉を繋いだ際に「黄泉戦」として短時間のみ再登場した。
琴浦（コトウラ）
メイド服を着た黒髪の猫耳少女。
化け猫の女性。藤枝の下女。
藤枝に常に付き従っている。大太・血の鬼の罠である「乗り物」を開けてしまい、藤枝と共に瞬殺される。人間に憧れており、復活後は猫耳がなくなっていた。
ダイダラに従ってメフィストに挑むが、やる気をなくしたメフィストはまともに相手をせず、最終的に魔術で猫に逆戻りした。
久右ヱ門（クウエモン）
かなり太った大柄な男性。
人間男性。藤枝の下男。
琴浦と共に、藤枝に同行しているが、常に空腹を気にするなど仕事には不真面目。2人が惨殺された際も、我先にと逃げ出したが、「乗り物」に追い着かれて殺害された。後に、血の鬼によって復活。それなりに善戦するが、那賀須泥毘古が失った足を取り戻すための生贄にされたりした末に体内に潜り込んでいた血の鬼（分体）に内側から喰い破られて死亡した。
口癖は「デブ」で、語尾に付ける他、一人称も「デブ」である。
白姫が隔世と黄泉を繋いだ際に「黄泉戦」として短時間のみ再登場した。

### その他の住人
玄翁・心昭（ゲンノウ・シンショウ）
仮面をくくり付けた杖を持つ、老人。
ぬらりひょん。秀真国・外区・西区長。前・不思議町町内会長。
他の外区住民同様、中央に対して強い反発心を持つ。「ゴーレムと戦う老人」としてテレビに出演したこともある（やらせの可能性あり）。
牛丸
額に人間の顔がついたミノタウロス。
人間種男性。秀真國・外区住民。
夢見長屋の近所に住む、人間とミノタウロスのダブルマン・タンデム。屈強な外見とは裏腹に気さくな性格。

## 中央

### 七支柱

#### 第一軍
サタナキア
H.N.「蕃神（ラブクラフト）」。
赤い髪を伸ばした、線の細い美青年の姿を取る悪魔。
中央七支柱第一軍団長「夜宴大公」。
有事の際には最前線に立つ、第一軍の指導者。しかし、ほぼ太平を実現させている現状から、軍を半解体状態にしている。普段は〈則〉によって「満月の夜（エスバト）」と年8回の「安息日（サバト）」以外は「中央」から外出できない。アイム暴走に際して、オセの変幻術が福太郎に作用し、福太郎の肉体に「召喚」された。
七支柱の会議中も気だるげに小指の爪をかじっているなど、あまり仕事熱心ではない上、解散している軍団員に「軛（リミッター）」を施していないなど大雑把。普段は自室でお付きのニンフたちと淫行に耽っている様子。非常に気分屋で、眼前で非常事態が起きていようと気が向かなければ向かい合おうとせず、自身の生死が掛かっていようと頓着しない。種族問わず女性を好み、女性からの頼みだけが彼を唯一動かせる。
女性を操る能力に加え、蓄えた魔力を他者に与える「魔力附与（エナジー・ギフト）」を有する。サタナキアは「魔力附与」ゆえに市井での行動を制限され、また大量に魔力を消費する「中央」を維持する役目を負っている。
ザガン
H.N.「賢者ノ石（ウィルソン）」。
眼鏡をかけた長髪の男の姿を取る悪魔。
中央七支柱第一軍団・副団長「転変王」。
中央幹部で、サタナキアを入れ替わった福太郎を最初に発見する。悪魔や中央に関する知識が皆無の福太郎へ解説を行なった。
クローセル
#主人公を参照。

#### 第二軍
アガリアレプト
H.N.「失ワレタ世界（ドイル）」。
悪魔を模したようなコートを羽織り、フードを目深にかぶっている白髪紅眼の少年の姿を取る。足洗邸を訪れた際にはフードを外して眼鏡をかけ、メフィストの教え子のように振舞っていた。
中央七支柱第二軍団長「解明大公」「解王」。
司令として実質的に七支柱を指揮する立場にある。大太テロ事件においては、中央に関する機密データが保存された廃棄王のメモリーを得るため、わざわざ前線にまで出向いた。メフィストやバアル・ゼブスとは裏で意見を交わしている。
非常に扱いにくい、面倒くさい性格をしている。七支柱司令として世界統治を担う傍ら、様々な実験的行動も厭わない。
超感応能力を有し、地震を除いて世界中で起こっていることを把握しているが、現在は〈則〉上「見ることしかできない」。
グシオン
H.N.「失ワレタ地平線（ヒルトン）」。
ダックスフントの頭部を持つ男の姿を取る悪魔。
中央七支柱第二軍副団長「知学公爵」。
非常に生真面目な性格で、疑問があれば、たとえ相手がアガリアレプトであろうと追求する。口調も堅い。
ラウム
H.N.「東方旅行記（マンデヴィル）」。
頭から足まで隠す布で全身を覆った美女の姿を取る悪魔。
中央七支柱第二軍破壊工作兵「忍者伯爵」。
諜報活動を任務としており、立場上直接接触ができないアガリアレプトとバアル・ゼブスの仲介も行なっている。
ブエル
H.N.「薬物誌（ディオスコリデス）」。
背面から5本の山羊の足を生やした、巨大な髭面の老人（頭のみ）の姿を取る悪魔。
中央七支柱第二軍従軍医「医学長官」。
アイムの「毒ノ炎」に焼かれたヴェパールを治癒した後、アイムの暴走を止めるため、ヴェパールらに同行する。
その手（足）で触れた傷や病を癒すことができる。重度のダメージを負った者には「癒しのガントレット」と呼ばれる鎧を与え、治癒効果を高める。

#### 第三軍
サルガタナス
H.N.「壁ノ中ノ扉（ウェルズ）」
帽子を目深にかぶり、煙草をくわえた強面の男の姿を取る悪魔。
中央七支柱第三軍団長「念力公爵」「明王」。軍団内の階級としては大将。
口数少なく、口を開いても愛想のない男だが、能力を的確に評価することができる。その性格から第三軍の部下からは信頼されているが、他軍の者からは誤解されがち。
相手の足元に無数の剣を召喚するなどの魔法を用いる。〈則〉上「夜は力を使えない」。
アイム＝ハボリム
H.N.「火竜ノ高師（モーウッド）」。
後退した生え際に髭をたくわえ、両肩には猫と蛇が乗っている悪魔。リミッター解除後の姿は、炎を纏った骸骨のような風貌。
中央七支柱第三軍副団長「破壊公爵」（第8巻時点では「破壊大公」）。
初登場時はサルガタナスに代わり、七支柱会議に出席。後にベリスの口車に乗せられ、足洗邸を燃やそうとした際に義鷹と戦闘に発展したが、結局クローセルの横槍を受け、強制的に中央のヴェパールの部屋に飛ばされてしまった。復讐のためにヴェパールから奪った生玉のイミテーションの作用でリミッターが解除され、暴走を開始する。結果的に、中央の神判機「大母神」によって鬼号怪異認定される。
粗暴で破壊的、かつ熱血で他人の迷惑など考えない身勝手な性格。上司であるサルガタナスを心酔する一方、成り上がりのマルコシアスや軍を離れたクローセル、反乱の可能性のある市民に対しては侮蔑と嫌悪を抱いている。
炎系の超能力者だが、普段は燃やす対象に見合った炎しか生み出せない。リミッター解除後はメフィストでも防げない「毒ノ炎」を操る。
アジ・ダハーカ
毒の炎を全身にまとった、巨大な三つ首の骨龍。
零落する以前の、アイムの真の姿。生玉（イミテーション）に加え、クローセルらの魔力を奪って「祖神回帰」を起こし、この姿へと戻った。
ザッハーク
アジ・ダハーカの前身であるペルシア神話の千年魔王。三重唱によって封じられたアジ・ダハーカから抜け出し、義鷹たちを襲った。福太郎に「自分は人間か？」と問いかけ、福太郎を殺して如意機を奪おうとするが、如意機と一体化し「剛化変身」を果たした福太郎に文字情報に分解封印された。
バステト
耳の長い黒猫。真の姿は猫の頭を持つ女性。
アジ・ダハーカの魔力を封じ込め、アイムの姿にしていた「軛」。平時はアイムの肩に乗っている。生玉の作用によってアイムから外れてしまった。ヴェパールにアイム封印の方法を教える。
あくまでも「アイムの一部」として中央に登録されている為、バステトという存在としてはフリーの魔神だが、ザッハークを封じた封印紙を自らの内に同化封印した。
ベリス
H.N.「阿片常用者ノ告白（ド・クインシー）」。
絵本調の馬「パピヨン」に跨る、王冠をかぶった鷲鼻の男の姿を取る悪魔。
中央七支柱第三軍赤馬兵「恐怖大公」「嘘つき大公」。
嘘つきなことで有名で、平気な顔で真っ赤な嘘をつく。他者を扇動するのが趣味。アイムの暴走の遠因を作った。久木夫妻との交戦後、金属の玉に擬態して孫三郎の衣服に隠れていたが、居合わせた「祖神」であるバアルに吸収される。
錬金術に長け、鉄を鎧に変じるなど、金属を変化させる能力を持つ。
ロノヴェ
H.N.「音韻論要綱（トルベッコイ）」。
ローブを目深にかぶった小柄な老婆か老爺の風貌を取る悪魔。
中央七支柱第三軍団所属「言語侯爵」。
強すぎる言霊ゆえに、いろはを数字に置き換えた簡単な暗号のような言葉を使って、本部などへの報告を行う。

#### 第四軍
フレルティ
H.N.「眠ラレヌ夜ノタメニ（ヒルティ）」。
ベストを着た、鋭い目つきの男の姿を取る悪魔。右目には眼帯をつけ、背中に羽根のついたジェットのようなものを背負う。プラモデルを作る時は眼鏡をかけている。
中央七支柱第四軍団長「夜天大公」「天王」。騎馬戦隊「亡霊騎行」（ワイルド・ハント）隊長。
端的な言葉遣いの持ち主。他の軍団長と性格が合わず、第2巻の七支柱会議には出席しないで、エリゴス・バシンと共に秋葉原へプラモデルを買いに出掛けていた。
ミサイルを召喚したり、三人に分身した上で「フリーザービーム」なる技を放ち、一瞬でベヘモット・Gを氷漬けにするなど、実力者である。
エリゴス
H.N.「戦争論（クラウゼビッツ）」。
髭をたくわえた禿頭の男の姿を取る悪魔。
中央七支柱第四軍副団長「鉄騎大公」。亡霊騎行の一人。
寡黙な性格で、劇中では一言も発していない。
バシン
H.N.「白馬ノ騎者（シュトルム）」。
アメリカン・ヒーローのような覆面をかぶった男の姿を取る悪魔。髪は波打った金髪。
中央七支柱第四軍特攻隊長「竜騎大公」。亡霊騎行の一人。
ベヘモット・Gが出現した折に馳せ参じ、芝居がかった大仰な台詞回しでハンター達を巧みに扇動。さらにベヘモット・Gの賞金をかけた超人大武闘会の開催を宣言した。
グレモリー
#主人公を参照。

#### 第五軍
マルコシアス
H.N.「虹（ワシレフスカヤ）」。
白い鬣、藍色の毛並みの狼男。
悪魔。中央七支柱第五軍団長「虹炎侯爵」「獣王」。軍団内での階級は中将。
一兵卒から軍団長に抜擢された優秀な戦士。朧車討伐において、梅夜から討伐の手柄を手持ちの金で譲り受けた。
言動やナリのせいでどことなく小物のように見られ、知名度の低さを気にしているようである。朧車の件についてもヴェパールに嫌味を言われた。アガリアレプトとは現在の地位はほぼ同格だが、実際の格はマルコシアスが下で、性質の悪い冗談に振り回されたりしている。
周囲との関係から連想されるものとは裏腹に、戦闘能力はトップクラスで、サルガタナスは密かに彼のことを評価している。口から吐く虹色の炎は石化能力を持つが、実際は「七種類の効果を持つプレス」使う事が出来る。しかし放つ瞬間に効果が丸判りとなる為、工夫して「一度に七つ全てを出した後ひとつふたつに効果を絞り込む戦法」を編み出した。
フェネクス
H.N.「火ノ鳥（ストラビンスキー）」。
鳥を模した可憐なドミノマスクをかぶり、扇子を持つ美女の姿を取る悪魔。
中央七支柱第五軍所属「吟詠侯爵」。
怪異討伐に赴いたマルコシアスに代わり会議に出席することもあり、その興味も怪異討伐の強化にある。アイドルとして素顔を晒して活動しているらしいが、「中央」内にその正体を知る者はおらず、真実は闇の中である。
想定外の事態にうろたえるマルコシアスには遠慮なくツッコミを入れる。

#### 第六軍
アスモデウス
H.N.「夜明ケノ剣（ムアコック）」。
黒革の服を纏った、筋骨隆々の大男の姿を取る悪魔。髪は桜色。
中央七支柱第六軍団長「剣王」。
元々は第六軍の副団長で、メフィストとの一騎討ちを望んだ大太解体魔人を背後から奇襲して殺害した張本人。メフィストに心服していたが、その一件で不和が生じる。メフィストが七支柱を抜けたあとに第六軍団長になった。
力による圧政を信条とする破壊的な性格で、言動も粗野。アガリアレプトに対して下剋上の意志がある様子だが、現在は〈則〉上「人間に対して望むこと」しかできない。
二つ名の通り、剣を操る術に長ける。

#### 第七軍
ヴェパール
H.N.「水妖記（フーケー）」。
尖った耳をした長髪の女性の姿を取る悪魔。
中央七支柱第七軍団長「海洋大公」。軍階級は大佐。
『いろは双紙』でのポジションは沙悟浄。大召喚より400年前、配下のクラーケンを追って秀眞に訪れ、宇受賣に「沙鴎（サオウ）」という名を与えられる。大召喚後は中央に在籍。
冷静沈着といった風な物腰の持ち主。人間は力を持つべきではないと考えているらしく、彼女の人間嫌いは有名。
水系、特に海に関する魔法に長ける（彼女の周囲には、常に水の塊が浮いている）。クローセル曰く、「海に出掛ける際はヴェパールに頼むと良い」。
ダンタリオン
H.N.「万華鏡（ブラッドベリ）」。
仮面を無数につけた外套をまとった男の姿を取る悪魔。
中央七支柱第七軍副団長「変幻大公」。
任務に忠実で、無駄なことを嫌う性格。たとえ上司でも、本人のいないところでは、他人を階級・称号なしで呼び捨て、周囲を者に対しても無遠慮な発言も目立つ。知識は豊富だが実戦経験は少ないようで、その点をアイムに馬鹿にされている。
如何なるものにでも変身できる能力を持つ。外見だけでなく能力もコピーできる（『力の上限』は変わらない）。
ストラス
H.N.「魔法ノ宝石（ガーナ）」。
顔の上半分が梟になっている青年の姿を取る悪魔。
中央七支柱第七軍団占星術士「天文公子」、魔石工「魔石公子」。
人間嫌いのヴェパール配下でありながら、不思議町の住民と対話しようとしたり「白亜ノ森を気に入っている」と発言するなど、誠実な発言が目立つが事態の悪化に対して個人的な理由でこだわることは理解せずに苦言を呈してしまう。宝石を使った魔術を使う。

#### 参謀本部
ネビロス
H.N.「生命ニツイテ（トルストイ）」。
フルフェイスの鉄兜で顔を覆っており、両腕が馬のような蹄の形になっている悪魔。
中央七支柱参謀本部司令長官「降霊大公」。
カミオ
H.N.「ネジノ回転（ジェイムズ）」。
小鳥のような姿を取る悪魔。頭の部分が操縦席のようになったロボットのようなものに乗っており、上から兜を被ると騎士のような外見になる。質問に対して焼けた木炭で書いた文章で返答する伝承になぞらえてか、台詞のフキダシが燃えている。
中央七支柱参謀本部所属「スパイ長官」。
大暴動の前例を生んだ人間の群集心理を危険視しており、外区の集合住宅などに強力なハンターが集っているのを快く思っていない。
オセ
H.N.「ヤシ酒飲ミ（チェツォーラ）」。
豹頭の男の姿を取る悪魔。
中央七支柱参謀本部「変容長官」。
変わった能力を持つ参謀本部でもトリッキーな存在。何に関してもポジティブで、自他問わず、言動や行動の良いところを見つけ出すのが得意。口癖は「良し（とする）」。
変身能力を有する。対象は自分だけでなく、他人も含む、人間変容術の総裁とも言われる実力者。他人を変身させる場合、「その状態が相手にとって当たり前」だと思い込ませることができる。また、一日に一時間だけ階級を王にすることができる。
ピジョル・大石（ピジョル・オオイシ）
H.N.「訪問者（ロアルド）」。
まげを結った小柄な男。
狢の男性。七支柱諜報部所属。
中央からの監査として足洗邸に最初に訪問した際に、福太郎の過去を邸の住人の前で暴露した。仙に撃退されて以降、足洗邸に個人的な恨みを持つようになり、後にハンターを引き連れて足洗邸に仕返しにやってくる。
一言で言えば、嫌味な性格で、強きにおもねり、弱きを見下す、権力の権化のような男。
必殺技は「武陵・桃源砲」（ぶりょう・とうげんほう）。要するにオナラなのだが、九十三回の妖呼吸をした後に放つそれは、空気を汚染し生物を死滅させ、一帯をむこう十年草木も生えない死の荒野と化させるという「死の屁」である。ムジナに近い半獣の姿にも変化でき、その際は体毛を自在に操ることができる。
荒井・高木・仲本・碇屋・志村・加藤（アライ、タカギ、ナカモト、イカリヤ、シムラ、カトウ）
荒井は女性、高木は山椒魚に似た半魚人、仲本はサラリーマン風の眼鏡の中年男性、碇屋はしゃくれた顎の長身男性、志村は長髪の男、加藤はロボット。
全員、種族詳細は不明。中央七支柱参謀本部所属。
大石の部下として足洗邸の監査に来たが、それぞれ別の部屋を調査しようとして、異なる妖怪・怪奇に襲われて死亡・失踪した。
メンバーの名前は全てザ・ドリフターズの構成メンバーに由来し、死亡・失踪した時も、元ネタメンバーの持ちネタが使用されている。

### 秀真國支部
天宇受賣命
H.N.「罪ト罰（ドストエフスキー）」「赤ト黒（スタンダール）」。
天津神。秀真國「中央」陰陽長。八卦六十四卦総括。
過去には義虎の後見人として、岩藤局（いわふじのつぼね）を名乗り、食事処「水簾」を営んでいた。自らの育成方針として義虎を子供の頃から育て上げており、夫である猿田彦（義鷹の後見人）も同じように育てているに違いないと確信していたが、実際猿田彦は正反対の方針で義鷹を育てていた。
また彼女自身は猿田彦にベタ惚れでいるが、猿田彦は彼女に微妙な感情を抱いている。そもそも猿田彦との婚姻も、天孫降臨の際、一目惚れした宇受賣命が魅了の術で一方的に猿田彦を虜にして済ませたことで、猿田彦はその辺りが気がかりらしい。もっとも、猿田彦も彼女を嫌っている訳ではなく、むしろ義虎を義鷹が倒し、猿田彦が間接的に宇受賣命に勝利を収めた後、改めてこちらから結婚を申し出る腹づもりでいる様子。
義虎の死後四百年が経過し、大召喚が起こると、中央と調停を結んで秀真國の陰陽長となった。非公開の特殊部隊「八卦守・六十四卦」を指揮し、秀真の各地に眠る大太解体魔人を監視している。
現在は、義虎の後見人時代と打って変わって表情を表すことが少なくなっている一方、ハーシェルに似せたアンドロイドに近辺を任せる人間臭い一面も持っている。義虎の復活を予見している節がある。
大物忌神/宇迦之御魂命（オオモノイミガミ/ウカノミタマノミコト）
#主人公を参照。
伊斯許理度賣命（イシコリドメノミコト）
波打った髪を結った、大柄な女性。
天津神。中央・秀真国・錬金技術長。
十種を元に、如意機を作った張本人。天宇受賣命と共に秀真中央の基礎を作った1人であり、現在は武器開発などを引き受けている。

#### 八卦守
魔法宮・難蛮（マホウキュウ・ナンバン）
H.N.「天路歴程（ベニャン）」。
額の広い小男。
秀真國「中央」八卦守・乾。
茂林寺の僧侶だが噺家でもあり、鰍沢・道灌のお気に入り。八卦守として、元・八卦守である浄蓮と天宇受賣命の間を取り持とうとしている。不思議町復興作業開始の際、足洗邸の看板を書いた。
宝亀院・桜羅（ホウキイン・ルラ）
H.N.「風ガ吹クトキ（ソール）」。
黒装束をまとった、まつ毛の長い黒髪の少年。
秀真國「中央」八卦守・巽。
何を考えているのか全く判らない無口な性格。不思議町復興作業開始の際、まだ猫の姿だったこまの入った籠を持つ役目を担っていた。
犬吠崎・天哮（いぬぼうさき・てんこう）
H.N.「白牙（ジャック）」
秀真國「中央」八卦守・艮。2年前に大太復活の兆候を察知したことで封印を確認に回っていたが、既に復活していた飛縁魔・お七に殺害される。
獅子王（ししおう）
H.N.「神ヘノ距離（アーシュラ）」
秀真國「中央」八卦守・震。犬吠崎と共に大太の封印確認をしていたが、復活した飛縁魔・お七と戦い手傷を負う。左腕に三又の剣が仕込まれており、お七からは「角の無い鬼」と呼ばれた。

## 万魔殿学園

### 教職員
バアル・ゼブス＝ベルゼビュート
#十支王を参照。
黒瀬・誄歌（クロセ・ルイカ）
#主人公を参照。
メフィスト・ヘレス
#足洗邸の住人を参照。
田村・福太郎
#主人公を参照。
池鯉鮒・簓
#√3＝（ひとなみにおごれやおなご）を参照。

### 生徒
修羅道・梅夜（シュラドー・ヴァイヤ）
H.N.「神曲（ダンテ）」。F.N.「戦國魔人」。
全身が鎧に覆われている（顔も窺うことができない）巨漢。
男性。万魔殿学園生徒。鎮伏屋。
沙叉のパートナー。福太郎が受け持つクラスに所属。『大復活祭』では主人公の1人として、沙叉と共に「朧車」を退治、その手柄をマルコシアスに譲る代わりに、彼の手持ちの金を貰った（梅夜自身から持ちかけた取引）。その後、義鷹らと共に「骨の鬼」討伐に関わる。
クールで物静かな立ち振る舞いをするが、その実、自身の感情に正直で、何事にも全力でぶつかる主義。そのため、福太郎や、福太郎に再会した直後の美奈歩のようなタイプは嫌いらしい。非常に絵が上手い。また、ポニーテールフェチ。説教をする際は「知っておこう」と前置きをする。
徒手空拳に優れる凄腕の鎮伏屋。両腕に備えた「金剛不壊」「竜驤虎視」と刻まれた板、義鷹や沙叉の発言から、如意機と強制的かつ恒常的に融合、剛化変身しており、何らかの条件を満たさない限り外れない状態にあるようである。その両手（如意機）と沙叉の皆殺丸を使い、地獄の魔人を召喚する能力も備えている。また自分の胸元と沙叉のポニーテールは空間的に繋がっており、物の転移が可能。
義鷹からは「梅咲く夜に心違えし王」と呼ばれているが、詳細は不明。
真武・沙叉（シンブ・サシャ）
H.N.「失楽園（ミルトン）」。
黒髪をポニーテールにした女性。
女性。万魔殿学園生徒。鎮伏屋。
梅夜のパートナー。万魔殿学園では梅夜と同じく、福太郎の受け持つクラスに属する。席も梅夜の隣。『大復活祭』では主人公の1人として、梅夜と共に「朧車」を退治。その後、義鷹らと共に「骨の鬼」討伐に関わる。
学園では寡黙で大人しいイメージで通っているが、気心の知れた相手ならば口数は多くなる。見た目と裏腹に子どもっぽい性格で、人目もはばからず梅夜とスキンシップするなど、彼に対して強く依存している。
武器は日本刀型の如意機「金甌無欠・日本裂刀（きんおうむけつ・にほんれっとう）」だが、沙叉は「皆殺丸（みなごろしまる）」と呼ぶ。剣術の腕前もさることながら、梅夜とのコンビネーションでその実力は数段跳ね上がる。一方で常に梅夜に守られている、という過保護な戦闘ばかり経験しているために、防御面はからっきし駄目。
義鷹からは「淘げる子」と呼ばれるが、詳細は不明。
上池田・美奈歩（カミイケダ・ミナホ）
H.N.「変身（カフカ）」。F.N.「浪花天使」。
眉毛が太い、男勝りな快活な少女。以前はポニーテールも可能な長髪だったが、福太郎との再会後、ショートにした（梅夜には不評）。
女性。万魔殿学園の生徒。鎮伏屋。
『祇園如来』『奈良明王』と並んで大召喚後の関西復興に大きく寄与した。人間でありながら高い実力を持ち、番付のランクは低いが人気と実力はNo.1とも言われる。正義感が強い性格で、特に体が弱い弟の実歩のことを非常に気にかけている。その正義感に決定的な転機をもたらした福太郎のことを常に気にかけていたが、再会した福太郎に自分のことが記憶にないと言われ、やりきれない怒りを抱いている。『大復活祭』では主人公の1人として、グラーシャ・ラボラスの手で強制的に自殺者の霊が憑依した巨像と戦うことに。その後、梅夜らと合流し、骨の鬼の退治に一役買う。この際、「マスク・オブ・ネメシス」の力が強制的に発動しており、「いらんことしい」と評している。
高い身体能力と我流の格闘術に加え、音声変換拳の使い手。音声変換拳は、言霊によって自分の肉体能力を高めたり、言葉をそのまま攻撃に変じさせる力。肉体への負担が強く、また頑固者や理屈者、魂を持たない者には通用しないという弱点もある。更に魔武具「マスク・オブ・ネメシス」の力を与えられている。
上池田・実歩（カミイケダ・ジッポ）
長髪のアルビノの少年。
男性。美奈歩の双子の弟。万魔殿学園生徒。
生まれた頃から身体が弱く、いつもいじめられていた。そのせいで、子どもの頃はかなり鬱屈した性格だったが、現在は自分のためにと頑張る美奈歩を慮ることもできる余裕を持っている。
右手で触れた生物の過去や未来を知る「先世見（さきよみ）」という能力を持つ。また双子の姉である美奈歩の心理を、離れていても無意識に感じ取ることができる。
ボーイズ・レオニドヴィッチ・パステルナーク
H.N.「真夏ノ夜ノ夢（シェイクスピア）」。
金髪を伸ばした凛々しい印象の、中性的な美女。かなりスタイルがいいが、長身かつボーイッシュな服装のために男性と見間違われることがある。
エルフの女性。万魔殿学園生徒。鎮伏屋。
種族ゆえに迫害された過去を持つ。『大復活祭』では主人公の1人として、朧車討伐に出向くも、化光に遭遇したことで取り逃がす。骨董屋『九十九髪』では、ソード・オブ・エレクトラに反応した聖騎士のデュラハンを化光と共に撃退。梅夜らと合流してからは骨の鬼の退治に協力した。
トンデモな性格が集う万魔殿学園においては、比較的常識人である。化光とは何かと縁がある。美奈歩ら万魔のグループ内では何故か損な役回りになることが多い。
魔法と剣術を併用させた戦闘スタイルを得意とする。その切断力は「ジェイソンの三倍」（本人談）。魔武具「ソード・オブ・エレクトラ」を使用。本人はこの剣をいたく気に入っているようで、稼ぎの大部分を剣の鞘などの装飾につぎ込んでいる様子。
倉雲・化光（クラウン・ケテル）
全身を自らサイボーグ化させた小柄な少女。登校時は髪を下ろし、白衣に眼鏡という出で立ち。
女性。万魔殿学園生徒。
小柄でひ弱だったためにいじめられていた過去があり、そのために自分を機械化させた。骨董屋「九十九髪」にて、パステルナークと共闘しデュラハンを撃退。さらに、過去に迫害（いじめ）を受けていたという共通点もあってか、パステルナークとの仲は深くなった様子。
論理的な思考を重視する。魔法というものを信用しておらず、たびたびパステルナークに説明を求める。梅夜が好き。
身体の各所に仕込んだ機械的武器を主に使用する。足はキャタピラ、腕にはロケットパンチなどが搭載される。サイボーグ化のおかげで、肉体能力は「プロレスラーの三倍」（本人談）。
レニ・ヌーデハーゲン
黒い紙袋をかぶり、右手に蛙、左手に牛のパペットをつけた男。
万魔殿学園生徒。
梅夜らと同じクラスの生徒。自身は喋らず、両手のパペットを使った腹話術で他人と接する。右手の「アンドレ」は柄の悪いオカマ、左手の「ブルトン」は関西弁の突っ込み担当。
美奈歩をさんざんからかっては、キツいツッコミを受けるのが定番になっている。
亜門（アモン）
黒髪。邪眼がプリントされたバンダナを額に巻いている青年。
万魔殿学園生徒。鎮伏屋。
梅夜らと同じクラスの生徒。辺人とは反りが合わない様子。感情が昂ぶると狼男に変化する。
辺人（ビレト）
黒髪。猫を思わせる風貌の少年。
万魔殿学園生徒。鎮伏屋。
梅夜らと同じクラスの生徒。亜門とは反りが合わない様子。梅夜と喋る沙叉の口数の多さに驚いていた。感情が昂ぶると猫頭人に変化する。
鳥ジャガーIV世
H.N.「超男性（ジャリ）」
万魔殿学園生徒。鎮伏屋。
アフロ頭で、目元だけ覆面で隠している。普段着はほぼ全裸だったが（ベヘモットG戦時）、11巻（アジ・ダハーカ戦時）で再登場した際には腰布が追加されていた。
梅夜らと同じクラスの生徒。隣席はラウラで、声の小さい彼女の代わりに発言するなどしている。
絵心があり、授業ではラウラの絵を描いている。
徒手空拳での戦闘術の他、風を巻き起こす「嵐（カワック）」を扱う。「冥界（シバルバ）」「火を見張る女神（チャンティコ）」など、アステカ神話、マヤ神話に関係する単語も口にしている。
光（コウ）
額に第三の目を持つ少年。制服のネクタイ止めに、太極図のバッジを使っている。
男性。万魔殿学園生徒。
梅夜らと同じクラスの生徒。隣席は久延彦。
己の容姿に自信を持っており、自分の自画像を書くことになったレニに「美しく描かなかったら殺ス」と脅しをかけた。
視力のいい第三の目を持ち、銃口の奥にある弾丸の種類すら判別することができる。また発火能力を持つ。
山田・久延彦（ヤマダ・クエビコ）
額にバンダナを巻いた、ロン毛の青年。骨董店「九十九髪」に下宿している。
男性。万魔殿学園生徒。
梅夜らと同じクラスの生徒。隣席は光。栞とも知り合いで、巻末の呑み回りにつき合わされている。
彼の素性や栞との関連性について作品中での描写はないが、久延毘古といえば山田のそほど(かかし)の神であり、学業・知恵の神でもある。
クラスでは梅夜、鳥ジャガーと同じくらいの絵画スキルがあり、美奈歩に「3人の中なら久延彦がいい」と自画像を頼まれた。
ラウラ・シルヴァ・グロウリー
#悪夢館の住人参照。
久木・初音
二ツ岩・魔魅
#主人公参照。
パヴァナ
#春雲楼の住人参照。
マルキトェ・ルュスト
#兼康医院の住人参照。

## 鎮伏屋
黄・鳳山（ファン・フォンシャン）
H.N.「砲艦（リーマン）」。番付第14位。
機械の体を持つ大男。両手の指の先には梵字が浮かんでおり、手のひらには大極図が描かれている鎮伏屋。
大石が足洗邸への復讐のために集めたハンターの一人。マサライが張った結界を破壊しようとしたところを、義鷹に一撃で両断されてしまった。その後、バロネスが召喚したグレムリンによって時計の形に改造されて、召喚呪文短縮のための結界発生装置に利用されてしまう。最終的にバロネスの結界に気づいた義鷹の手で破壊された。後にダイダラ・血の鬼の力で、人の姿を得て蘇る。名前と記憶を失っていたが、バロネスのことは「ムカつく奴」として覚えていた。バロネスが召喚した巨人・スプリガンの手で半殺しの目にあい、なんとか逃げ出したが、助けを求めた相手である仁木・弾正に首を刎ねられて死亡する。
マサライの結界を破壊しようとしたところから、魔術を無効化するなどの能力を持っている様子だが、劇中では未遂に終わっている。
マイア・フェルスター
H.N.「十二本ノ毒矢（アーチャー）」。
仮面を被った男。
大石が足洗邸に復讐するために集めたハンターの一人。バロネスと義鷹、両方をまとめて始末しようとビームを放つが、義鷹によって防がれてしまう。さらに仕事の邪魔をした、という理由でバロネスの逆鱗に触れ、ヘルラ王召喚の生贄として死亡する。後にダイダラ・血の鬼の手で復活。黄と同じく記憶を失ってはいたがバロネスのことはうっすら覚えていた。やはりスプリガンによって半殺しの目にあい、さらに復活した足の鬼によって両足を奪われてしまう。足の鬼の復活に気をとられていたバロネスを狙撃、スプリガンの召喚陣を破壊したものの、同じく足を失っていたトム・ポーカーに襲われ、喰われてしまう。
自信家で、仕事仲間であるバロネスらの実力を信用していなかった。その自信過剰な部分が、2度の死を招いたと言える。
ビーム銃を武器としている。
キムボール・グレイ
H.N.「渦動破壊者（エドワード）」。
サイボーグのような風貌をしている。顔の造形は、マジンガーZの頭頂部を外したような外見。
ベヘモット・G討伐に参加したハンターの1人。葉巻を愛飲している。
左腕は手首のあたりから取り外すことができ、取り外した部分の切断面からは光り輝く刃が飛び出す。
ダグラス・ボイド
H.N.「野獣ノ街（エルモア）」。
角の生えた丸っこいフォルムのロボットのような風貌をしている。
キムボールに援護を頼まれた際は、謝礼として「ゾックのプラモ」を所望した。
遠距離系能力の使用者。
ウィラード・ライト
H.N.「竜殺人（ダイン）」。
人間種と思われる男性。
ストリート・ファイトでジェイク・ゲリマンダーをに勝利している。
ジェイク・ゲリマンダー
H.N.「竜ノ歯（フレデリック）」。
ワニの頭部を持つリザードマン。
実力はそれほど高くないようで、自身に有り金全部を賭けたストリート・ファイトでウィラード・ライトに敗北。通りがかりの福太郎をカツアゲしようとしたが、割り込んできた玉兎に逆に勝負を持ちかけられる。杵を使う女ハンター、ということで玉兎ことは知っていたようだが、その実力は知らなかったようで、余裕を見せていた割には杵の一撃で敗北した。
その後もちょくちょく登場しており、バアルに身代わりにされたりもした。
マグネット・ジョー
H.N.「殺戮者（パイロン）」。番付第6位。
血の鬼の手で復活した時には、毛深いアフロヘアーの男の姿。
ストリート・ファイトで仁木と戦闘している最中に血の鬼に殺される。大太戦人間の体を得たことで逆に弱体化したものの、そのアフロヘアーでこまの猫の本能を刺激し、追い詰めるところまでいった。
生前はサイボーグだったようで、全身のパーツを分解、磁力によって自在に動かす「マグネ流・磁極拳」の使い手だった。
白姫が隔世と黄泉を繋いだ際に「黄泉戦」としてアフロヘアーのみ再登場した。
仁木・弾正（ニキ・ダンジョウ）
H.N.「戦場ニ架ケル橋（ピエール）」。番付第16位。
サングラスをかけた猫背の男。
血の鬼に殺され、後に血の鬼の手で復活。助けを求めてきた黄の首を刎ねて殺すが、ちゃんとした言葉を話さず、何を考えているのかよくわからない。お仙と玉兎の手で殺される。
長さなどを自在に変化させる武器「可変槍」を用いる。白姫が隔世と黄泉を繋いだ際に「黄泉戦」として顔だけ再登場した。
ジャン・ボダン
H.N.「銀ノ鳩（アンドレイ）」。F.N.「天国から来たチャンピオン」。
鉄仮面をかぶった男。素顔には傷があり、また額に社会保障ナンバーを持つ。
ブランヴィリエの兄。過去に梅夜といざこざを起こし、顔を傷つけられており、そのことから強い恨みを抱いている。一方的に喧嘩を売るなどしているが、実力の差は歴然であっさりと撃退されている。廃棄王の結界内で怪異に取り込まれながらも梅夜らに戦いを挑むが敗北。それでも「この恨みはいつか晴らす」という強く思っており、その点は梅夜に認められていた。廃棄王が倒された後、何者かに攻撃されたのか、死亡したような描写が為されている。
松本・留五郎（マツモト・トメゴロウ）
H.N.不明。番付第7位。F.N.「餓鬼使い（グール・マスター）」。
中央のファイターズストリートで対戦相手を募っていた鎮伏屋。美奈歩と対戦したが、結果は不明。
F.N.の通り、餓鬼を使役して戦う。
ジュールス・D・マチスン
H.N.「血ノ末裔（リチャード）」。
巻き毛状の髪を首元に巻いた、軍服の女性。吸血鬼。
ラウラを狙っている変態ストーカー。アイム暴走時、ルチオを人質にしてラウラの「本体」を見せるよう迫ったが、通りかかったアイムに魔力を吸収され、首だけの状態になってしまう。その後、ラウラの手によって野犬の近くに放置された。
美少年・美少女の性器をはく製にして飾ることを趣味にする変態（最近は世間的にうるさいのでシリコンで型取りした石膏像をコレクションしている）。ラウラ目当てで悪夢館のごみ箱や排水を漁っている。
藤原・恵美（フジワラ・エミ）
H.N.「竪琴（ベラダン）」。番付第29位。
大太教徒の女性。双刃鞭を操る。
大山・道因と共に大太の依り代となり死亡。
大山・道因（オオヤマ・ドウイン）
H.N.「耳喇叭（カリントン）。番付不明。
ファイターズストリート6の現チャンピオンで大太教徒の男性。自在棒を操る。
藤原・恵美と共に大太の依り代となり死亡。
山都・摩耶（ヤマト・マヤ）
　H.N.「黒ノ小猫（ゾロトコフ）」。番付不明。
輸送鎮伏業。黒いゴスロリを着た直立する黒猫（尻尾が二股になっている）。
砂川（サガワ）
H.N.および番付不明。
輸送鎮伏業。腰に巻いた半纏に腹がけと昔の飛脚のような格好をした大男。「バーリア」と叫びながら障壁を張る。豆知識を披露するが、他人に補足されるとへそを曲げる。
水前寺（スイゼンジ）
H.N.および番付不明。
輸送鎮伏業。チータの獣人。俺女。運丸・銀とのランデブー中（道中どれだけ怪異を撃破できるか賭けていたらしい）に野襖に襲われる。
運丸・銀（ウンマル・ギン）
H.N.および番付不明。
ゴールド運送所属の輸送鎮伏業。人間種。キャノピー仕様のバイクに乗っている。水前寺とともに野襖に襲われるが自分が脱出に成功するととっとと逃げ出した。
サレオス・サロス
H.N.「鰐（フィヨードル）」
輸送鎮伏業。角を生やし髭を蓄えた悪魔の男性。2本の斧をブーメランのように操る。本業は整備士でモンスター・トラック界では有名な改造マニア。大型の怪異は自分の愛車である「マグニチュード・ホッピング」で轢き潰す。板金作業などは魔術で行っている。「中央」参謀本部と繋がっているようで福太郎と接触したことを報告していた。
その他にも、鳥人の姿をした鎮伏屋（H.N.「気球乗り（リヒター）」）がいる。

## 大太解体魔人
飛縁魔・於七・佐用都比賣命（ヒエンマ・オシチ・サヨツヒメノミコト）
「國土神（ダイダラ）・血の化身」「血ノ鬼」「火炎招く血流（大太の血）」
斑模様の意匠をした赤髪の女性。
大召喚の際に解放された大太の一柱。別の世界からやってきた悪魔達に敵対心を抱く、大太達の急先鋒。過去に行方不明になった万魔殿学園の女生徒の姿を騙り、足洗邸に潜入した。血を媒介とした複数の個体が登場し、各地に封印された大太を蘇らせようと活動するがそれぞれ撃破された(ラウラが倒した者は封印されたが、他の者は未封印)。
神は神として、人間は人間としてあるべきだという、神としてのプライドが強い。また動物や植物から進化した妖怪変化が権利を主張したり、他國の精霊が秀真國で横行することを酷く嫌う排他的な思想の持ち主。
自分の血を浴びさせた相手の体を操ったり、人知れず他人の体内に入り込むことができる。
耳きれ・芳一・玖賀耳御笠命（ミミキレ・ホウイチ・クガミミノミカサノミコト）
「國土神（ダイダラ）・右耳の化身」「右耳ノ鬼」「聲威聞きし耳（大太の右耳）」
僧衣を着た盲目の男性。
皿屋敷に現れ、於菊の封印を解いた大太。その後、春雲桜の封印を狙い、備後と相対したが、「タイタン・フィート」によって破られる。その後本体を暴かれ「災禍の箱」に収められそうになるが箱に収めるべき魂ではなかったため封印されず本体の耳だけ飛び去った。のちに少年の額に取り憑いているところを白姫に祓われた。
後に依代を得て、白姫の手により復活を果たす。
秀真國で聴けない音はないほどの聴力を誇る。また、つくも神・琵琶牧々の音色で平家の怨霊を操り、同じくその音色で「棒振り」と呼ばれる衝撃波を発生させ、攻撃を行う。
皿かぞへ・於菊・迦具漏活美長比賣命（サラカゾヘ・オキク・カグロイクウツクシナガヒメノミコト）
「國土神（ダイダラ）・髪の化身」「髪ノ鬼」「颶風受けし黒髪（大太の髪）」
髪の毛で編まれた衣装を纏う女性。
皿屋敷の井戸に封印されていたが、管理者である河童の頭部の皿（十枚目の皿）を割られたことで復活、夢見長屋で大太の封印を探す。累ら長屋の住人と戦い、夢見長屋の封印である石塚を発見するも、累の呼びかけで現れた橋姫によって両断され、川に流された。封印を行える累が深刻なダメージを受けていたため封印を受けていない。アイム暴走の際にアジ・ダハーカが生み出した毒虫の一体に憑依していた所を白姫に回収されていた。
後に依代を得て、白姫の手により復活を果たす。
髪を操る能力があり、自らの髪で巨大な犬のような化け物を作ったり、相手の髪を操って襲わせることができる。
がしゃどくろ・十三太保・土雲八十梟師命（ガシャドクロ・ジュウサンタイホ・ツチグモヤソタケルノミコト）
「國土神（ダイダラ）・骨の化身」「骨ノ鬼」「轟天支える骨（大太の骨）」
襤褸を纏う黒髪の男性。本体は十三人の英雄骨で構成されている骸骨。
かつては義鷹の仲間であり、身体を構成する十三人の恨みで生きていた。その後、大太としての属性を付加されて封印されていたが、フレッシュゴーレムの研究者・Dr.ラブレーの人造人間の素体として利用されたために復活した。その後は「廃棄王」を名乗り、秀真の廃棄ロボットなどを僕使としてテロ宣言を布告するが、それを予見した宇受賣に依頼された義鷹や、偶然居合わせた梅夜らによって阻止される（真の目的は外区での大太の活動から中央の目を背けることであり、一応は達成している）。
特殊な解放を経たためか、大太としての意志より十三太保としての意思が強く、それが「廃棄されたもの」の恨みを晴らすという行動に繋がった。
一目・足柄坂本命（ヒトツマナグ・アシガラノサカモトノミコト）
「 國土神（ダイダラ）・左目の化身」「終わりを見る魔眼（大太の左目）」
バンダナで左目を隠した男性。
大召喚の際に解放された大太の一柱。大太テロ事件での状況は不明。
嚊鼻・大熊髣命（ニオウハナ・オオクマホノカノミコト）
「國土神（ダイダラ）・鼻の化身」「善悪を嗅ぎ分ける鼻腔（大太の鼻）」
巨大な鼻に手足が生えたような異形の姿。
山奥に封印されていた大太。不用意に封印に近づいた狐次郎・熊五郎を襲う。狐次郎を殺し、義鷹と玉兎にも怪我を与え、さらに熊五郎の肉体を吸収し、彼の持つ如意器のコピーも入手する。その後、大太の一斉蜂起にしばし遅れて出現。神鉄を纏って義鷹を襲うが倒される。封印されたかどうかは不明。
特殊な霧を飛ばして付着させ、それを吸い取ると同時に相手の肉体を削り取る能力を持つ。
手洗鬼・熊曾川上建命（テアライオニ・クマソカワカミノタケルノミコト）
「 國土神（ダイダラ）・右手の化身」「大地を穿つ靁の拳（大太の右手）」
顔の造形が手で構築された偉丈夫。
大召喚の際に解放された大太の一柱。民衆に慕われ、集まってきた者たちが後に「大太教」をつくる。その存在を危険視したメフィスト率いる第六軍団・電撃部隊の襲撃を受け、これ以上無辜の民を犠牲にはできないとメフィストと一騎討ちを望むが、当時副団長であったアスモデウスに背後から襲われ、殺される。彼の死は他の大太のみならず、福太郎やメフィストにも強い影響を与えた。
何もない状態から物を作り出す創造能力を有する。
千束・登美能那賀須泥毘古命（センゾク・トミノナガスネヒコノミコト）
「 國土神（ダイダラ）・右足の化身」「地震起こし跋出す足（大太の右足）」
四肢がすべて足の形をしている仮面をつけた巨人と、黒髪の男性の姿を持つ。
大召喚の際に解放された大太の一柱。足洗邸に封印された。平時は二号室で、稀に「足を洗え〜」という声と共に降ってきて、中にいる人間を踏み殺す。味野もこれに踏みつぶされて死亡した。大太テロ事件においては於七によって解放されたが、「神」としての存在と「滅亡した國の王」としての存在に分離していた。「王」としての那賀須泥毘古は最初は福太郎に憑依し、怪異と化したお仙のストーカーを倒したのち、お仙の怪異ランクをアップした。「神」としての那賀須泥毘古はこまやハンターらと戦ったが、バロネスに存在が発生する原初へと時間を巻き戻され、倒される。こまにより「神」と「王」の那賀須泥毘古に再封印が施された。
他の大太と違い、人々が意識的に大太を必要とすることはなく、人間が大太の想像を超えて進歩していき、理想を築き上げていくことを望んでいる。また、大太と中央にまつわる秘密を、福太郎に明かした。
足を操り、周辺の人間から足を奪うこともできる。また、怪異を封印する能力を持つ。
手長・足長/手名椎命・足名椎命（テナガ・アシナガ/テナヅチノミコト・アシナヅチノミコト）
「國土神（ダイダラ）・左手の化身と左足の化身」
腕の長い黒髪の女巨人と、足の長い禿頭の男巨人。
古くは手長国と足長国の間にある、人里近い山奥で暮らしていた巨人の夫婦で、付近を通る人間を食らっていたところを、大物忌神に封印された（読切「手長足長」）。大太テロ事件においては茂林寺を襲撃したが、僧たちの結界に阻まれて退散させられた。足長の僕使である草履大将は、テロ事件後の巡回に当たっていた大物忌神によって倒された。
右足の化身である千束同様に、ダメージを受けても、周囲の生物の手足を奪って回復する他、自らの手足を伸ばすなどの能力を有する。
白姫・白山菊理媛大神（シラヒメ・シラヤマキクリヒメノオオカミ）
「國土神（ダイダラ）・左耳の化身」「大太ノ左耳ノ鬼」
青銅の瞳をした白髪の女性。身体や服のあちこちに、青銅の飾りをつけている。義鷹は霊力の高い山の神と見立てていた。
無償で憑き物落としをしながら旅をしている。「おかけします、多大にご迷惑を」など、文脈の前後が入れ替わった喋り方をする。
どんな憑き物でも落としたり、道祖神である守道を従者とするなど、その潜在能力は計り知れず、守道曰く顕世のあらゆるモノの縁を結ぶ力を持つ「良縁の神さま」。
その裏では「大太の部位」を回収し復活させている。
守道・泉門塞之大神（モリミチ・ヨミドノオオカミ）
「國土神（ダイダラ）・神経の化身」「大太ノ神経ノ鬼」
髭面の男性の頭部に四肢が生えている異形の姿。上下がひっくり返るとガタイの良い男性になる。
白姫の従者。元は道祖神であったが、従者を望む白姫が拾った生首に神降ろしをした。拍子木を打ち鳴らしながら歩くことから、目撃者からは「送撃柝（オクリヒョウシギ）」と呼ばれている。白姫のことを第一に考えており、他人はぞんざいに扱う。
道祖神であるため「道」に関する術に長けており、その効果は王となったオセにも及ぶほど。
ぬっへっほふ
「國土神（ダイダラ）・肉の化身」
山のような肉の塊。
大召喚以前、義鷹たちが大勢の仲間と妖怪の国を作るために封印を解いた。しかし制御できず、仲間の8割を食われてしまった。現代の大太テロ事件においては解放されなかった。
その他にも、夢見長屋の下に咽の化身（蛇苦止神・水縄命）が封印されていたが、アイムによって封印を解かれる。橋姫および累、こまの手で再封印する直前に白姫に回収された。

## 妖精・魔物
バロネス・オルツィによって召喚される妖精・魔物。それぞれが時計の二十四時間（＋α）に対応した召喚陣によって呼び出される。対応する時間は契約によって「召喚対象が望む時間」だが、オルツィは「1時間ずつずらした時計24個」を身に付けることで対処している（本人も「詐欺だな」と開き直っている）。妖精と言っても死んだりした場合は復活するとしても契約が解除され失われる。
巨人の亡霊（スプリガン）
妖精の守護者。ブリテン島コーンウォールのドルメンで契約をした、対千足用のスペシャリスト。
普段は非常に小さいが、怒りによってどんどんと巨大化し、最終的には千足とほぼ同等の体格にまでなることができる。腕力など純粋な戦闘力では群を抜き、ある程度の支援があったにせよ、一時は千足を圧倒した。
契約理由は妖精と人の共存できる世界を作る、というバロネスの考えに同意したため。もっともバロネスの言葉を真に受けている訳ではなく、妖精王アルベリヒ・オーベロンの命令のため、というのが理由の大部分。
時間は午前十二時。
陰鬱なビール飲み（グレムリン）
歯車で作られたような小人。機械などの改造や修復ができる。なりは小さいが、黄の巨体を瞬く間に時計に改造するなど、手腕は一流。
時間は午前一時。
契約の対価は五百円玉一枚。
妖精の飛行（フェアリー・レビテーション）
妖精というより魔術。丸い円盤のようなものを呼び出して、空中に浮き上がることができる。
時間は午前二時。
狩人ハーン（ハーン・ザ・ハンター）
トナカイの頭骨を被った狩人。時計屋とは気が合う様で召喚を待ちわびているが、プライドは高く狩り以外の行動はとらない。
時間は午前二時。
空気の妖精（エアリエル）
空気のように自由な妖精。普段からバロネスのマスクの中にいて、呼吸をサポートしている。
バロネスの「楽しいものを見せてやる」という発言に確信を得たために、彼と契約する。バロネスが井戸に落とされたあとも邸に留まっていた（本人曰く、待っていたのではなく、邸の空気が居心地のよいものだったから、らしい）。バロネスが復帰したあとは、呼吸のサポートが不要になったためにマスクの中には入っていないが、主にツッコミやサポーター役として彼の周囲を飛び回っている。ジルと共にバロネス改め、クリストファーの新装備『クロックタワーB・M・W（ブレイズ・ミックス・ウインド）』の力の源となる。『妖精学者の夏時間』では、人間の姿に化けるようになりアブラアムの助手として行動している。
その正体は堕天使アリエル。シェイクスピアの手になる「エア」の封印を受けて妖精となっていたが、その封印を解除することで堕天使としての本領を発揮。全身を神鉄で纏い、「クロノス・クロノス」召喚のキーとなる。
時間は午前三時。
ビルヴィス
両足から鎌が付き出している女性。
時間は午前三時。
白い婦人（シルキー）
シルキー・フラウ。デントン・ホールの老女を助けたという伝承が残る、白い衣を着た少女のような妖精。
召喚されると、タンスと共に現れる。衣装の管理や家事全般を行っている他、タンス自体がバロネスの自宅「時計邸」へと繋がっているため、移動にも便利。
時間は午前五時。
超自然の妖術使い（グルアガッハ）
賭け事好きの魔物。ぼろぼろの衣を被り、編みこんだ長髪で顔を隠した小柄な老人の姿をとる。
召喚されるたびに賭けで勝負をし、グルアガッハが負けたら一度魔法を使う、という契約を結んでいる。
一度登場した際は、カードで勝負を行った。本人の引きは強かったが、一緒に召喚されていたトム・ポーカーのイカサマによって敗北している。契約履行で「足を消す魔法」を発動し、千足の足と、足の形をした両腕までも奪い取った。
時間は午前六時。
青帽子（ブルーキャップ）
青い鬼火。精神を統一させる力がある。
時間は午前七時。
黒いアニス（ブラック・アニス）
怪物のような老女の姿をとる妖精。バロネスの顔の半分を覆う形で現れ、その目で動くもの全てを補足して捕らえる。
時間は午前八時。
水に棲む馬（カーヴァル・ウシュタ）
水かきのついた馬の姿をとる魔物。
時間は午前九時。
黒い犬（モーザ・ドゥーグ）
真っ黒な体毛を持つ魔犬。炎を吐き出す。
時間は午前十時。
妖精水鳥（ブーブリー）
巨大な水鳥。
時間は午前十時。
水に棲む牛（タルー・ウシュタ）
水に潜む猛々しい雄牛の魔物。突進によって攻撃する。
時間は午前十一時。
無表情なトム（トム・ポーカー）
シルクハットを被った長身の邪妖精。
契約によって、バロネスの本名を言い当てた場合は彼を食べて良い、ということになっている。知能はあるが短慮で、前述の契約を忘れて、召喚直後にバロネスを喰おうとした。
「俺の名前はバロネス・オルツィ。さて俺の名は？」という問いに、「荒俣・弘」と答えている。
真名を言い当てられなかった場合は、契約履行でイカサマテクニックを披露する。
凶暴な妖精であり、千足によって足を失ったあと、同じく足を失っていたマイヤー・フェルスターを喰っている。さらにはバロネスをも襲いかかるが、「トム・ティット・トット」という真名を言い当てられたために、未遂に終わった。
その後クロノス・クロノス召喚のための生け贄に捧げられた。
時間は午後十二時。
森のロビン（ロビン・オブ・ザ・ウッド）
植物でできた体を持つ魔物。肉体を回復させる能力を持つ。
バロネスによって、失った腕の再生のために召喚される。井戸に落ちたあと、この力が変異して強く働いたために、バロネスの肉体は若返ったらしい。
時間は午後一時。
ペグ・パウラー
口から出す泡によって、止血と痛み止めをしてくれる魔物。
時間は午後二時。
ゴギー婆さん（オウド・ゴギー）
無数の足を持つ不気味な昆虫のような魔物。
時間は午後三時。
糸紡ぎの女王（ハベトロット）
大きな糸車を持つ老婆。様々な力が付与アイテムを仕立てる。
時間は午後三時。
乾燥小屋の口なしさん（キルムリス）
口をバッテン印のテープでとめた、鼻の大きい頭と手だけの魔物。相手の口を封じることができ、呪文詠唱、及び無駄口を止める。一定時間で封印は解除される。
時間は午後四時。
長腕のネリー（ロングアーム・ネリー / ネリー・ザ・ロングアーム）
長い腕で相手を掴む魔物。
時間は午後五時。
緑の牙を持つジェニー（グリーン・ティース・ジェニー）
大口に鋭い牙を持つ女の魔物。
時間は午後六時。
赤帽子（レッドキャップ）
両手に刃物を持った魔物。赤い帽子に血走った目と口があり、手足が生えている。
血を見るのが大好きで、契約理由は一度召喚したら必ず血を見せる、ということ。両手の刃物で相手を攻撃する。
時間は午後七時。
生首に血だらけの骨（ローヘッド・アンド・ブラディー・ボーンズ）
血溜まりから現れる亡者。生首のトミー（トミー・ローヘッド）。相手をつかみ取り、血の池に引きずりこむ。バロネスによる（ガードキャンセルからの）タイム・ショック・コンボの締めに召喚される。
時間は午後八時。
骨無し（ボーンレス）
骨と皮だけの魔物。目つぶしに召喚される。
時間は午後九時。
愚かな火（ウィル・オ・ザ・ウィスプ）
爆発を引き起こす精霊。ヨーヨーについた文字盤から召喚される。ヨーヨーを相手に巻き付かせた直後に召喚し、対象を爆殺する。
時間は午後九時（B型装備の時）。
貝殻の服（シェリー・コート）
貝殻をまとった魔物。武器として召喚し、鋭い貝の先端で攻撃を行う。
時間は午後十時。
砂男（ザントマン）
眠りを司る妖精だが、眠らない者の眼を抉り取る。
時間は午後十時。
提灯ジャック（ジャック・オー・ランタン）
蕪の頭を持つ男性。呑み代と引き換えに対象を地獄の炎で燃やす。
時間は午後三時三十一分。
鉄枷ジャック（ジャック・イン・アイアン）
逆さづりの囚人が額にはりついた、鋼鉄の魔人。制御不能の強大な力を持つ。
バロネスとは正式に契約したのではなく、勝手に左腕に召喚陣を書き込んでおいただけ。それ故、気づかれないように数秒間、体の一部を呼び出すのが精一杯。ただ能力は絶大で、防御と攻撃の両方に優れる。
クロノス・クロノス召喚の際、全身を呼び出され、生け贄となった。
ヘルラ王（キング・ヘルラ）
黒い犬の乗った黒い馬に跨り、駆け続ける王。バロネスの仕事を邪魔したマイヤー・フェルスターを生け贄に捧げたことで召喚された。自らの苦しみを知る同士として、バロネスに「時の剣」を授ける。
時の剣は武器としてだけでなく、これを持つことで自らが「時計」となって、召喚呪文を短縮することができるというメリットも持つ。
時間は十三時。
「祝福されし十三時」として、別枠扱いされている。
燃える炎の尾を持つジル（ジル・バーン・テイル）
名前通り燃える炎に包まれた女性の形をとる炎の妖精。エアリエルと共にバロネス改め、クリストファーの新装備『クロックタワーB・M・W（ブレイズ・ミックス・ウインド）』の力の源となる。
だが、気まぐれかつ自己中心的で主導権をとりたがる性格。『妖精学者の夏時間』において、妖精女王の1体「クイーン・マブ」であったことが判明。時計屋を気に入るが、扱うには強力すぎるため制限を掛けられて現在の姿となっている。
マルザンナ工作員(マルザンナ)
農耕に関係する畑の女精霊。ジルやエアリィと同じく『クロックタワー（作中ではS・M・W（サンド・ミックス・ウインド））』の力の源となる。
フルメタル・ジャケットでも観ていたのか、工作員風の口調で喋る。
時間は「春時間」として別枠扱いされている。
ペギー・オネール
井戸に棲み、川で人を溺れさせる邪妖精。
七年に一度の割合で生贄を求めるかなり物騒な精霊。
時間は「冬時間」として別枠扱いされており、エアリィ、ジル、マルザンナと合わせて「四季使（クォーテッツ）」と呼ばれている。
アミッド
医療技術に優れる。作中では7年ぶりの食事中に召喚される。
時間は「診療時間」として別枠扱いされている。
盗賊ダニー
ロバに化けたりもする盗人妖精。
アーチン
ハリネズミの妖精。

## 十支王
ガール・マスター
H.N.「月ノ子（クロウリー）」。
十支王と共に「大召喚」を起こしたと言われる魔術師。
「ガール・マスター」は名前ではなく、女性の魔神を使役したという噂から生じた不名誉な渾名の一つ。
読切『ガール・マスター』及び主人公のアレステア・クロウリィと設定が似通るが、詳細は不明。
ベルゼブル
H.N.「蠅ノ王（ゴールディング）」。
万魔殿学園の学園長。歯車のようになっている瞳をサングラスで隠し、白髪を伸ばした褐色の肌の男性。真の姿は巨大な蝿の悪魔。
退化しつつある人間の進化を望み、大召喚に加担する。大召喚後は十支王で唯一世間に自分の正体を明かした。
著作「孫達への手紙」の中で「正しき進化」「起源回帰」「原始復古」を唱え、「大召喚」以前の世界に戻した方がいいと考えていた。しかし、もはや自分の意見だけでは世界を元に戻すことは出来ないため、古き文化を後世に伝えながら人間を進化させようと考え直し、万魔殿学園を創設した。
学園長室でハルピュイア三姉妹、アエロー・オーキュペテー・ケライノーを飼っている。
400年前は地獄の王の1人として君臨し、クローセルを配下としていた。
クロノス＝クロノス
H.N.「時ノ王（ウールマッハー）」。
ギリシア神話のクロノス(全能神)と、クロノス（永久時間神）が同化した存在。
大召喚以後、「至福者の島（エリュシオン）」で眠りについていたが、バロネスに「目」だけが一時的に召喚される。
バアル＝マルドゥーク
H.N.「神ノ王（アマデウス）」。
カエルの姿をした大王位の悪魔で、ムシュフシュという魔獣に乗っている。元・中央七支柱第七軍団長。
700年前、自身の魔導書を人間に奪われた件で公爵位に降格され、400年の凍結刑と100年の追放刑を受けた。その間に得た魔力を持って、恣意的な「祖神回帰」を起こす「逆転未来法」を生み出し、「祖神バアル」を起源とする悪魔の力を吸収できるようになった。それによって大きな魔力を得て大王位に復帰、十支王に選ばれる。大召喚のあとに眠りについたが、中央に地震が発生した時に「1/3」だけ目覚めた。アイムの暴走に際し、「王」として自ら事を収めようとしたがメフィストに止められ、実際に騒ぎを治めたのは非戦闘員である福太郎だった。このことから、気分転換に大召喚以後の世界を見て回ろうと旅に出た。
尊大な性格で、頼み事一つにしても「〜されてやってもよいぞ」と、上に立った物言いをする。
「相手の力の2倍の力を発揮する」という能力を有する。

## その他の登場人物

### いろは双紙
聖ハーシェル / お春（セント・- / -はる）
ショートヘアの金髪碧眼の少女。
人間の女性。シスター。女中。
「水廉」近くの教会に務め、オルクス討伐を義虎に依頼する。紆余曲折を経て、「水廉」の女中として務めることになりその際に「お春」と改名した。普通の人間であるため大召喚後は死去しているが、秀真の「中央」では、彼女に似せたアンドロイドが多数、天宇受賣命に仕えている（その内の一体はまんま「ハル」という）。
怪物だらけの「水廉」にあって、一番の常識人であり、そのせいで心労が絶えない。
オルクス / 十戒（- / じっかい）
オルクス時代は豚の怪物といった風体だったが、十戒となってからは、水死体だったハンサムな男の姿。
オークの男性。
吉利支丹寺の怪において、司祭と信者を食らった。義虎の手で成敗され、喰われるも、腹の中で生首になって生きていた。その後、宇受賣命らの手で水死体に取り憑いて復活。十戒と名乗る。
オルクス時代は残虐性と卑怯な性格を秘めていたが、十戒となった後は、義虎にこき使われる毎日になり、小物臭さが増した。
半分義虎と同化しているため、義虎が死ぬと十戒も死ぬ。
源 真 君二郎（みなもと の まこと の きみじろう）
「怪獣斬」と名乗る浪人。天哮という犬を連れている。「怪獣射・源三位頼政」の子孫。家伝の太刀「獅子王」を以て妖怪退治をしており、50体を超える妖怪を斬った太刀は既に妖刀化している。
普段は無益な殺生を嫌い、話の通じる妖怪ならば「ちんちろりん」で勝負する。だが凶悪な妖怪（義鷹）を「美しい」と評し、「美しすぎて早く斬りたい」と言う一面もある。

### 大復活祭
ブランヴィリエ
金髪をツインテールにした少女。
ジャン・ボダンの妹（劇中の様子から、単なるパートナーである可能性がある）。沙叉と飴の取り合いをして以来、因縁がある。十三太保の死後、完膚なきまでに敗北したジャンをあっさりと見捨てる。その狡猾さを認められてか、グラーシャ・ラボラスに目をつけられ、アバドンの魔武具を差し出されて選択を迫られている。
レイピアによる二刀流剣術「滅法流」の使い手。
グラーシャ・ラボラス
美奈歩曰く「冗談のよう」な風貌をした謎の男。具体的には、スーツとシルクハットを被り、モノクルをつけた、目だけが大きい毛むくじゃらの生物、といった風。本人は人間に似せているらしい。
魔武具（アバドン）シリーズを持ち歩き、力のあるものに武具を与えている。
普段は犬の頭を持つ三人の亜人の姿をとり、人気テレビ番組の撮影隊として活動。撮影が始まるなどすると、三位一体となって前述の姿に変身する。モノクルはカメラの代わりとしても機能する。
平和党三兄弟
女の子の連れた犬に、「うるさい」と因縁をつけていたダイナミックな外見の三兄弟。非常に犬嫌いらしいが、それも過去に犬小屋の犬を挑発して噛まれたがため、という自業自得な理由。
通りがかりの美奈歩の手で三人まとめて一蹴される。
その仕返しに美奈歩のバイクに細工を施す。一応は鎮伏屋のはしくれで、「ベヘモットG」が現れた際には招集された中にいた。

### √3＝（ひとなみにおごれやおなご）
池鯉鮒・簓（チリョウ・ササラ）
万魔殿学園中等部教師。保由達の所属する一-一担任。人蛙種の女性。「蓬莱鏡（ホウライキョウ）」という鏡を呼び出す能力を持つ。
天牛・胡麻斑（テンギュウ・ゴマダラ）
H.N.「灯蛾ノ落チル時（アダムズ）」。保由達の同級生。髪切り。妖力維持のため毛髪を食べることが必要で、同級生をカットモデルにしては髪をもらっている。3年後が舞台となるサクラコードにも登場。美容師ギルドに所属しているが、赴任したばかりの福太郎を知っているので、引き続き在学もしている模様。
吐噶喇・奄美（トカラ・アマミ）
H.N.「水ノ戒律（ケラーマン）」保由達の同級生。足長河童。手足が長く甲羅のない、九州の河童。禰々子河童が仕切る河童業界というものがあるらしく、同種の壱岐とは交流がある。
深沢・良雄（フカザワ・イオス）
保由達の同級生。マンガゾンビ。「ズバリ-○○-でしょう」が口癖。作品世界の定義では思考力を持たないはずのゾンビだが、学校に通い成績も低くない（忘れた宿題を写すなら深沢にたかれと言われている）。
右膝小僧（ライト・ニー・キッド）
人面瘡。深沢が足売りばあさんに奪われた足を取り戻した際に間違ってついてきた。やたらテンションが高い。
芥川・千尋（アクタガワ・チヒロ）
保由達の同級生。飛頭蛮。ジャワの飛頭蛮の血をひいているので頭にコウモリの羽が生えて飛び回るが、身体から離れすぎないようにリードを付けて引き戻す。筋トレが趣味。
御附子倉・麻姫（オブスクラ・アサヒ）
保由達の同級生。山童。金属加工を得意とする一族で、工房製の工具で鍵でも結界でも無効化できるという特技を持つ。普段は余った袖で隠しているが、手の親指が一本多く、指三本ずつで四つの工具を同時に使用できる。
一実坊・弁拳（イチジツボウ・ベンケン）
秀真中央・北区にある寺。『犬啼寺（イヌナキデラ）』の社僧。光前寺・保由の父親。
対馬・壱岐（ツシマ・イッキ）
保由達と同学年の生徒。 河童。甲羅のあるタイプの河童だが、甲羅は皮膚（鱗）が変化したものなので傷つくと痛い。問いかけ系の怪異に何度も引っかかるので、とうとう保由に怒られた。
エルザ
フルネームはエリザベス・プレトリアス。Dr.マチスン製作の合成人形（モザイクフィギュア）。魔魅や初音、保由たちの隣のクラス（1-2?）所属。
種別としてはフランケンシュタインの怪物に近いためゴーレム呼ばわりされると怒るが、基本的にバカ。聞く者の70%が引くイタズラが趣味。
白影（シロカゲ）
不思議町に棲む化け猫。よく魔魅に追いかけ回されているが、尻尾が蛇に化けたり素で火を吹けるなど結構強い。ひょっとこ・おかめの肉付き面の事件で知り合って以来、初音に白影と呼ばれている。
佐那・手力男（サナ・タヂカラオ）
万魔殿学園中等部体育教師。言動行動ともに力強く暑苦しい人物だが、内面は割と俗物。
由香里（ユカリ）
万魔殿学園用務員。紫の服装を好むため「紫おばさん」と呼ばれる。
A・Aパケナイア
万魔殿学園中等部養護教諭。ギリシア神話の医学の女神。
赤マント（アカ―）
赤いマントにシルクハットの怪人。幼女をさらう、トイレで壱岐を襲うなど、赤マントの怪異譚になぞらえた騒動を起こす。
その正体は田村・福太郎が赤マントに取り憑かれた姿。元が福太郎なので、戦闘になるとそれほど強くない。

### 足洗邸の住人たち。
禍福（かふく）
外区・不思議町の寺院・茂林寺（モリンジ）の住職。化け狸の男性。「たぬき親父」という言葉をそのまま形にしたような胡散臭い坊主。
久留米・クル（クルメ・-）
前髪で目を隠した、背の低い女性。
種族不明の女性。月刊「少女王」望月・玉兎担当編集者。
玉兎の気ままな行動に悩まされている。完全に一般人で、害意を持つ悪魔、怪異などには耐性がない。アイムの《毒ノ炎》で傷ついたメフィストに「悪」を喰われ、毒気が抜けた。

### サクラコード
西比田・金屋子（ニシヒダ・カナヤコ）
神仏混淆機・製造販売「金屋子神社」代表。全身サイボーグの女性でサイバネティクス技師。フラシスの雇用契約主であり、大召喚によって孤児となった姉妹を引き取った養い親でもある。
「大召喚」の日に忽然と現れて被災した者たちをサイボーグ化した人物だが、「中央・秀真支部」に所属している伊斯許理度賣命の弟子。福太郎の如意機を狙っている。その目的は大太の部位が揃わなかった時にそれを補うことで大太を完成させることであり、フラシスを引き取ったのもそのためだった。
百獣爺（モモンジイ）
百々爺、または山ン主とも。怪異認定：百々爺・鬼の一番。賞金額は1万2500円。
伊豆・箱根山中で動物の進化実験を繰り返してきた老人。野襖、猿の経立を討たれフラシスと福太郎を狙うが、途中、知人であった見越し入道を纏った穢纏と戦闘になる。
果無（ハテナシ）
亜九面（ツギクメン）と呼ばれる一団の一人。百獣爺をけしかけフラシスを襲わせる、仮面の姿の怪しい妖怪。怪異認定：山地々・鬼の三番。
憑異（ヒョウイ）
穢纏（ケガレマトイ）とも。亜九面と呼ばれる一団の一人。蟹坊主や見越し入道の皮を被ってフラシスを襲撃する妖怪。妖怪の皮を被ってその力を得るが、弱点も引き継いでしまう。果無とはつながっているが百獣爺とは同盟関係になく、縄張りの山々で獣を奪ったとして戦闘になる。
天津・国光彦（アマツ・クニテルヒコ）
猿の経立を退けた福太郎の前に現れた色白の青年。福太郎に如意機を渡せと要求するが、コピー如意機と知ると興味を失う。その後、遭難者を装い石長と行動をともにする。一人称は朕。どこへでもつながる襖をあけ、自在に移動することができる
鹿葦津とあった時は一目で木花之佐久夜比賣の存在を察したが、石長と会った時は特に反応をしていない。実は機械式の義体に宿った存在であり、金屋子がフラシスを覚醒させるための道具として復活させた。
A・A・アケソ―
名古屋アスクレペイオンで女医をしている医神の娘。万魔殿学園のパケナイアの妹に当たる。
初雁医師（ハツカリ-いし）
名古屋アスクレペイオンに勤務する医師。優れた医師であると同時に優秀なスナイパーだが、果無の戦闘で負傷する。指に後遺症が残ると敵をつれてきたフラシスを逆恨み、憑異の甘言に乗り亜九面に加わってしまう。
薄暮（ハクボ）
「おとろし」の女性。亜九面と呼ばれる一団の一人。
払暁（フツギョウ）
「わいら」の男性。亜九面と呼ばれる一団の一人。
安曇川の河太郎
比叡山・北嶺寺傘下として滋賀の怪異対策を行う河童。亜九面と呼ばれる一団の一人。過去に因縁のあった恩子淵神を武田にぶつけて死なせた。
武田・甲陽（タケダ・コウヨウ）
マグネ流と源流を同じくする「ドリル流・太利拳」の使い手。百足馬ゲン（虫偏に玄）とのダブルマン・タンデム。5年ほど前にダブルマンであることに気づき、琵琶湖・竹生島に籠もっていた。百足の意識が強くなってきたことで鬼号怪異認定される。挑戦者と戦うことで百足のストレスを軽減させていたが、限界も近いと知って旧知の石長との対戦で死ぬことを願っていた。

### 妖精学者の夏時間
ギリー・ドゥー
ブリテン島で案内人をしているエルフの青年。新たに強力な妖精との契約を求めて島に来訪したアブラアムを案内しているが、注文には応えるものの厄介な妖精や厄介ごとそのものに引き合わせるトラブルメーカー。

### 複数の作品
狐次郎（コジロウ）
狐の耳を生やした青年。
化け狐の男性。義鷹の昔の連れ。
400年前から義鷹らと行動していた。大召喚後、大太・鼻の鬼の封印を解いてしまい、抵抗空しく殺害される。彼の残した情報が、義鷹に勝利を齎した。
武器は、風靁棒のコピー（名称不明、文字は「言語道断」）。
熊五郎（クマゴロウ）
黒髪黒目の巨漢。
熊の妖怪。義鷹の昔の連れ。
400年前から義鷹らと行動していた。大召喚後、大太・鼻の鬼に襲われ、剛化変身するも殺害され、その身を鼻の鬼に取り込まれる。
武器は、風靁棒のコピー「終始一貫・武士棒（シュウシイッカン・ムサシボウ）」。
文車妖妃の栞ちゃん / 閒神・栞（フグルマヨウヒ-シオリ- / アイガミ・シオリ）
くるんとカールした髪と眼鏡が特徴の女性。
みなぎ得一作品の九十九神。
みなぎ作品の単行本の解説コーナーに毎回登場し、常時ハイテンションで「怪」説を行う。「足洗邸の住人たち。」四巻からは何故か十年経過して八重歯と眼鏡がセクシーな文車妖妃（「白澤図」の付喪神）の栞「さん」に成長。歳を重ねたためか、解説コーナーでは独自の哲学（ないし愚痴）を語る（一部、作者の愚痴ともセルフツッコミともとれる発言も見られる）。
劇中世界では古書店「文車書店」で店員ほか、万魔殿学園の図書室をはじめ「書籍に関わる場所」ならどこにでも出入りしている。四巻以前の巻末にも一度この姿で登場した。
久延彦とは友人関係にある。酒癖が悪いらしく、酔っぱらった上に意識を失って久延彦の家（「九十九髪」）に一晩泊まっている。アイム暴走の際に福太郎の如意機で顕現した獏王・白澤に召喚される。白澤の書記官として白澤が収集した情報を文書化する（その挿絵を描くのが福太郎の仕事）。
栞ちゃんの頃は一部江戸弁、四巻では関西弁、それ以降は標準言葉を使っており、いまいち口調がはっきりしない。